# ジオ物語
ジオ物語（ジオものがたり）は、『天才てれびくん』で2023年度より毎週月曜日に放送されているテレビドラマ。番組世界観である『ジオワールド』についても解説する。

## 概要
通常回の放送尺は2023年度が10分30秒、2024年度が12分15秒、2025年度が12分20秒。各年度の第1話と最終話は拡大版。
「これまでのジオ物語」「次回のジオ物語」のナレーションは放送回の主役ジオノコが担当。
傑作選では5秒間の「次回のジオ物語」が省略される。
2025年3月27日に放送された「新年度開始直前・見どころ一挙紹介スペシャル」にて、2023年度が「シーズン1」、2024年度が「シーズン2」、2025年度が「シーズン3」と定義された。

## あらすじ
2023年度1学期
モノノ家が現れ、不思議な異世界ジオワールドのシンボルであるキョボの木を枯らされてしまった。ジオワールドの住人ジオビーに協力を依頼された選ばれし17人のてれび戦士達は、モノノ家に仕えるガラクタ博士が生み出したテレゾンビと戦い、キョボの木を復活させるためにモノノ家に立ち向かう。
2023年度2学期
モノバアが永遠の命を手に入れるべくガラクタ博士は人間には見えない巨大なエナジータンクを作っていた。最年少てれび戦士の裕理がその存在に気付き、一行はタンクの捜索に力を入れることに。その後咲良とメラメラの活躍でタンクを破壊することには成功したが…。
2023年度3学期
ガラクタ博士がエナジータンクに蓄えたエナジーを使い、テレゾンビ2号機を完成させる。テレゾンビ2号機の再生能力の前に苦戦を強いられてしまうてれび戦士。さらに追い打ちをかけるかのように永遠の命を手に入れようとして現実世界に現れたモノバアがテレゾンビ2号機と合体。そしてモノバアとの最後の戦いに挑む。
2024年度1学期
モノバアを倒し、ついにキョボの木が満開になり、ねんリングも覚醒した。しかし、新たな敵・歯車家が現れ、キョボの木を歯車に変えられてしまった。てれび戦士達は再び立ち上がり、歯車に変えられたキョボの木を元に戻すために世界全てを歯車化させようとする歯車家に立ち向かう。
2024年度2学期
てれび戦士の前に現れたクラスメイト・高木アキラがシャリングと適合し、歯車家の協力者となってしまう。そんな中、キョボの木が歯車化して吸収されずに行き場を失ったエナジーの塊であるエナジーキューブが出現する。エナジーキューブを使えばジオノコ投げを強化できるらしい。一方で歯車家もエナジーキューブを利用しようと動き出す。
2024年度3学期
エナジーキューブを3つ手に入れて歯車力がより強大となったアキラ。そして歯車家の当主だったヤマバからシャリングが消滅し、アキラは歯車家の新たな当主となった。そんな中、壊滅したはずのモノノ家の生き残りであるモノコとモノオが動き出す。シャリングを外す為に歯車の書を手に入れ、大歯車を使って蹂躙するアキラとの最後の戦いに挑む。
2025年度1学期
グルグルを仲間にしたてれび戦士の活躍でアキラはシャリングから解放され、キョボの木の歯車化も解除された。するとモノノ家、歯車家に続いてガラクタ家が新たな敵として登場した。ギーがジオノコを吸収すると、キョボの木をロックしてしまう。ガラクタ家のデブリは全世界のエナジーを管理し、平和な世界を作ろうと試みている。そのためにはたくさんのエナジーキューブを集める必要がある。てれび戦士たちはガラクタ家にエナジーキューブを取らせないためにガラクタ家に立ち向かう。

## 登場人物
※は元てれび戦士、○はてれび戦士以外の過去の天才てれびくんシリーズの出演者。

### てれび戦士
本作では「ねんリングを身に付け、テレゾンビと戦う使命の小中学生」という定義。17人全員が花咲町に住んでおり、学校で出くわす場面も多い。
稲毛眞生（いなげ まうな）
2023年度の最年長てれび戦士の1人ということもあって、周囲からは慕われることも多い。そのまや美音とは同じ中学校に通っている。
第1話ではテレゾンビに襲われた琉月を美音と共に救った。その後は美音と一緒にカフェにいた。
第13話では裕理に嘘をついて接近したカエルテイを逆に嘘で追い払い、「二度と裕理に近づくな」と脅迫した。第14話では裕理が裏切ったと知りショックを受けていたが、彼の作戦を知ってからは美音と共にエナジータンクのある廃工場へと向かう。そして裕理に対して「裕理は勇気のあるてれび戦士」と励ましていた。
第19話ではマスターがエナジーを吸われてパンケーキが食べられなくなってしまったため怒っていた。翌日、猛スピードで校庭を何周もしていたモノコを見て驚いていた。
第24話ではそのまと下校中にテレゾンビ2号機と遭遇し逃げ出す。ジオワールドを飛び出して行ってしまった斗葵を追いかけ、彼がモノコに襲われていた際には自ら囮になることで救出した。川を渡って逃げようとした際にモノコが追いかけるのをやめた光景を目の当たりにし、「水に濡れたら錆びてしまうからモノバアから禁止されている」ということを知る。「全部モノバアの言いなりでいいの？君の想いはどこに行っちゃったの？」と問いただし、彼女が他のてれび戦士と交流した記憶を思い出させることに成功した。その後高岸・前田から「そのまと萌衣が勝手にテレゾンビ2号機の偵察に出て行ってしまった」との連絡を受け、2人の元へと向かう。第25話ではモノコの元へと戻り、「モノバアに言われたことじゃなくて、本当に君がやりたいことを知りたい」と彼女に尋ねていた。しかし彼女はモノノ家の目的自体を知らず、加えて現れたモノオにリセットをかけられてしまう。その光景を見たことで「このままテレゾンビ2号機を倒しても、モノコがどうなっちゃうか分からないからかわいそう」と葛藤。だがその気持ちをゴロンに打ち明けたことで気分が楽になった。その後ジオワールドに通信をかけ、そのまに「私達とモノコ、どっちの味方なの」と問い詰められた際に「分からない、どっちがいいか悪いかなんて答えは出せない」と自分の心情をぶつけたことでエナジーが溜まる。そしてゴロンとリンクし、テレゾンビ2号機の右腕部分を破壊することに成功した。これと同時にテレゾンビ2号機の被害者になった女子学生や会社員の男性はエナジーが戻った。
第30話ではそのまに「てれび戦士やめればいい」と言われかけて傷ついた美音に対し、「そのまは本当はあんなこと思ってない」と諭した。その後、カフェで「僕たちはてれび戦士になっていっぱい成長してきた、それは隣に仲間がいたからだ」と全員を鼓舞する。
筧礼（かけひ れい）
琉月とはそりが合わず、喧嘩することも多い。
第1話ではそのまと共に裕理とポンをジオワールドへ連れてきた。
第11話では琉月を連れてエナジーが貯められたタンク探しに出かける。琉月に「マスターを囮にしてテレゾンビをおびき寄せる」と提案された際には「ドリンクバーじゃないんだからさぁ」と文句を言っていたが、失敗してしまったため「吸われ損じゃん」と苦言を呈していた。自身は先回りしてモノコ達を探そうとするも、「薄っぺらい」と言われて喧嘩になってしまう。その後モノオとモノコの後を追ってラーメン屋を訪れた際、モノコと張り合って彼女が注文していた山盛りの餃子を食べ始めたが、モノコは一瞬にして平らげたため逃げ帰られてしまった挙句食べ過ぎで腹痛になってしまった。第12話ではモノオ達のアジトを発見するも、業者にタンクを粗大ゴミと間違われて回収されかけた挙句モノオにも逃げられてしまう。そのことで「もっと臨機応変に対応すべきだった」と反省したところエナジーが溜まる。実はモノオは本物のタンクではなく箪笥を持ち帰ってしまっていたため、琉月と共にメラメラとリンクしてタンクを破壊し、一枝分キョボの木を再生させることに成功した。
第19話ではマスターがエナジーを吸われてパンケーキが食べられなくなってしまったため怒っていた。翌日、猛スピードで校庭を何周もしていたモノコを見て驚いていた。
なお最終回のテレゾンビ2号機討伐より前に「キョボの木再生には貢献できたが、テレゾンビを倒すorダメージを与えることができなかった」唯一の2023年度てれび戦士でもある。
新井琉月（あらい るな）
英語表記は「luna」。少し面倒くさがりで、厄介事に巻き込まれるのを嫌がる性格。勉強に苦手意識を持っている。
第1話では向一朗と共にねんリングを拾い、テレゾンビに襲われていたところ駆けつけた眞生と美音に救出され、16人目のてれび戦士として迎え入れられる。最初はメラメラと揉めていたが、宿題をやり切ったことで溜まったエナジーを使い一緒にテレゾンビを倒したことで、「できないと思っていたことができるようになるのはこんなに嬉しい」と気付けた。またこの時マスターを含む7人の被害者を救出しているが、彼女は(物語で確認できる範囲で)一度に救出したテレゾンビ被害者の数が最多である。
第11話では礼と共にエナジーを取り戻すよう指示されたが、「タンクの在処の手掛かりが分からない以上探しに行けない」と乗り気ではなかった。エナジーを吸われやすい体質のマスターを使って現れたテレゾンビを倒そうとするも、エナジーだけ吸われて逃げられてしまった。その後地道にモノコ達を探しても見つからない礼に対して「人のこと散々言っておいて見つかる訳がない」と文句を言って一触即発になるが、たまたまラーメン屋に向かっていたモノコとモノオに遭遇したことで「恐るべき偶然…」と驚いていた。その後モノコに対抗して山盛りの餃子を食べようとした礼には困惑していた上、失敗した彼女には「自業自得」と呆れていた。第12話ではモノオ達のアジトを発見するも、業者にタンクを粗大ゴミと間違われて回収されかけた挙句モノオにも逃げられてしまう。そのことで「雑な作戦を立てるべきじゃなかった」と反省したところエナジーが溜まる。実はモノオは本物のタンクではなく箪笥を持ち帰ってしまっていたため、礼と共にメラメラとリンクしてタンクを破壊し、一枝分キョボの木を再生させることに成功した（この結果琉月は史上初となる「キョボの木再生に複数回貢献したてれび戦士」となった）。
第30話では煌翔・アーサーと共に米の買い出しに行っていたところ、慶・裕理・咲良・ソヨと出会うが、その後現れたバアゾンビにエナジーを奪われ慶、アーサー共々無気力になってしまう。その後、萌衣・莉良・ポタがバアゾンビの頭を壊したことで正気を取り戻した。
2024年度第1話ではグルグルに追われていた際、ハフォードにねんリングを与え、彼がてれび戦士になるきっかけを作った。
第7話ではカフェで帯行と談笑していたが、彼が冴姫を傷つけてしまい叱っていた。その後冴姫が1人でグルグルに立ち向かおうとしていることを知り、帯行と共に現場に駆け付ける。第8話ではグルグルをいくら探し回っても見つからないため帯行とモクが喧嘩を始めてしまい、2人の間に割って入って落ち着かせた。なおこの回で初めてジオノコ投げを繰り出したが、投げたモクを返り討ちにされ、結果としてグルグル撃破で帯行に先を越されることになった。
第13話では（新人4人や最年少の裕理にグルグル撃破とキョボの木再生で先を越されていることもあってか）焦っている様子が見られ、前田と大馳がそのまを頼りにする素振りを見せたことに不満な様子を見せていた。そのまが「（エナジーキューブをゲットするのは）そんなに急がなくても良い」と言ったのに対し、「そのまは休んでていい」と吐き捨て、ゴロンには「私だって頼られたい」と本音を漏らした。図書館でエナジーキューブを見つけるも手に取る瞬間に消滅し、更には追ってきたそのまに「勝手な事をするな」と言われ不貞腐れていた。第14話ではそのまがグルグルに襲撃される場面を目撃し、彼女が歯車にされかけたすんでのところで自分の靴を犠牲にしてそのまを救った。その後危険を冒してエナジーキューブの獲得に成功。バリアごとグルグルの大歯車を破壊し、キョボの木を2箇所再生させた。その後前田から「勇気を出して我武者羅に行動できる人はいない」と見直されて照れていた。
最終話では「グルグルにわざとキョボの木を歯車化してもらってエナジーキューブを出やすくさせる」という作戦を考え、ジオ前田に認められた。
ジオノコオールバースト改を行った1人である。
小久保向一朗（こくぼ きょういちろう）
手芸が得意で、自分で制作した「きょういちハッピーくん」という自分を模したマスコットを携帯している（押すと向一朗の声が流れる内蔵音源が搭載されている）。争い事が苦手で、「皆がハッピーでいるべき」という信念を持っている。琉月曰く「真面目」で、第1話ではエナジーが吸い取られた影響で散らかっていた花屋を掃除していた。
第1話では琉月と共にねんリングを拾った。テレゾンビにエナジーを奪われ猫のようになってしまうも、眞生の手でテレゾンビが倒されたことで元に戻った。その後は琉月がゲートに入ったのを見てそのまま付いてきたことでジオワールドに迷い込み、そのまま17人目のてれび戦士として迎え入れられる。
第4話では裕理に帽子探しを押し付けられたところ、モノコにねんリングを奪われそうになってしまう。帽子は拾ってもらえたが、不可解な行動を繰り返す彼女にはずっと困惑していた。
第22話では慶や煌翔と共に行動していたところウロウロしていたモノコを発見。メラメラに心配されながらも話しかけに行ったが、彼女は第20話の顛末でメモリーをリセットされていたため「お前はアイドルにでもなったつもりか」と言われてしまった。
第24話では第4話や第22話の一件もあって「まずはモノコと話し合うべき」とそのまと萌衣に切り出すも、萌衣からは「そんな呑気なこと言ってる場合じゃないでしょ」と一蹴されてしまう。第25話ではモノコを捕まえてテレゾンビ2号機の弱点を聞き出すことを提案したそのまに対して「手荒なことはやめるべき」と反対していた。
第26話ではモノコを巡る処遇で対立していたてれび戦士達を見て心を痛め、「皆が毎日仲良くハッピーでいられればいいのにと思ってるだけなのに」とモクに相談していた。モノバアの命令を聞くだけのモノコに対しては「それってモノコちゃんにとって楽しいことなの？」「やりたいこと3つ教えてよ」と尋ね、「色々なことを知りたい」と返されたため彼女を図書館やたこ焼き屋へと連れていく。そして「やりたいことをすれば心が温かくなる、それが楽しいこと」と教えた。自分そっちのけで対立をし始めた萌衣とモノオに対しては「ただハッピーになってもらいたかっただけ」と窘めていた。第27話ではテレゾンビ2号機を止めるべくモノオに連れられていたモノコの前に立ちはだかったが、「邪魔だ」と突き飛ばされてしまう。「テレゾンビ2号機を強化することは本当にやりたいことなのか」とモノコに問いかけた上でモノコを模した人形を渡したところ、自身の優しさに呼応してエナジーが溜まる。その後モクとリンクしてテレゾンビ2号機の左腕を破壊した（この結果、これをもって2023年度の男子てれび戦士は全員キョボの木再生に貢献したことになった）。
松尾そのま（まつお そのま）
ポンのお世話係（第7話で高岸と前田から頼まれている）。2024年度では関西弁で話す。
第1話では礼と共に裕理とポンをジオワールドへ連れてきた。第1話ではポンを子供扱いしていたが、第8話ではポンの頑張り屋な一面を認めたり、第29話ではポンを貶したモノバアに怒るなど、彼女のことは丁寧に扱っている模様。ただ冴姫や莉良ほど頻繁ではないが時々言葉が尖ることがあり、他のてれび戦士との対立の根源となることもしばしばある。
第7話ではソヨと共にポンを見守ろうとしていたが、結局追い払われてしまった。一度はポンが拾ったモノオの鏡を没収するも、彼女が裏で努力していたことをジオビー・煌翔・莉良に教えたことで鏡を譲った。現実世界に戻った彼女に対しては「ポンちゃんが頑張り屋さんだから応援したくなっちゃった」と声をかけていた。第8話ではモノコとモノオにテニス勝負（という名目でエナジーを吸おうとしていた）を仕掛けられたポンの前に現れてテレゾンビにボールをぶつけて追い払い、「1人で行動しないと約束したでしょ」と詰め寄る。心の底では「ポンちゃんのことを信じてあげられなかった」と反省して彼女を山まで探しに来ていた。その際にテレゾンビに襲われてエナジーを奪われてしまい、ポンのことを忘れてしまう。ポンとソヨがテレゾンビを撃破して正気に戻った後、彼女がソヨと協力してテレゾンビを撃破したことを話すとポンを褒めた。
第17話ではゴロンの秘密を煌翔から聞いていた。第18話ではゴロンがモノオに襲われていたところに現れ、咲良と共に逃げ出す。博物館まで追い込まれてしまうも、エナジーを奪われる前に煌翔が駆け付けたことで難を逃れた。
第24話では眞生と下校中にテレゾンビ2号機と遭遇し逃げ出す。商店街の人々のエナジーが根こそぎ奪われていたことを報告した上で「モノコのことが許せないからとっちめないと」と怒りを見せるも、彼女と交流したことのある向一郎と斗葵と対立してしまう。その後萌衣と共に独断でテレゾンビ2号機を偵察しに行くが、眞生に怒られてしまった。第25話ではモノコを捕まえてテレゾンビ2号機の弱点を聞き出すことを提案したが、眞生がモノコに対する立場を明らかにしなかったことに憤慨した。その後眞生がキョボの木を再生させたことに関しては礼を言ったものの、自分の質問を有耶無耶にされたことが頭を離れていないらしく、彼を複雑な表情で見ていた。
第26話では「モノコと友達になりたい」と言い出した美音に反対していた。
第28話ではテレゾンビ2号機に怒りを露わにし、飛び出していこうとしたところを美音に制止されるが、「騙されているのは美音の方だ」と喧嘩になってしまいメラメラに止められた。その後、川べりで美音とモノコが話している光景を見てしまい、そのこともあって後日「モノコの友達になってほしい」という美音の提案に対しても「あなたのことは信頼できないから友達にはなれない」と拒絶する。第29話では工場にて作業員の男性3人がエナジーを奪われる瞬間を目撃する。その後モノコに対する考えを巡って美音と対立していたところ、ポンがモノバア（バアゾンビ）の犠牲になってしまう。その後モノバアがポンを「トロいガキ」呼ばわりした事で怒りが爆発し、同時にエナジーも貯まる。メラメラをバレーボールのアタックの如く撃ち、バアゾンビの頭を破壊。ポンと作業員の男性3人を救出した（この結果、これをもって2023年度の中学生てれび戦士全員がキョボの木再生に貢献したことになった）。
第30話では「モノバアを助けてあげたい」と言うモノコに対して憤慨、「話なんて聞きたくない」と立ち去ろうとする。モノコを友達と見なしている考えを変えない美音に「てれび戦士やめればいい」と言いかけて前田に静止され、「本心でないのなら言葉は選ばないと」と諭された。その後モノコはモノバアのことを本気で思っていること、モノコを庇って美音が犠牲になった光景を目の当たりにし「あなたのこと勘違いしてた」と謝罪、ようやくモノコと和解することができた。無気力だった美音のねんリングをモノコに与え、「あなたもてれび戦士だから」とジオノコオールバーストに参加させる。
2024年度第1話ではカフェに現れたヤマバに「あんたの歯車になる気はない」と言い放つ。街に飛び出していったグルグルを見つけ、ポタとリンクしたが足を挫いてしまい逃げられてしまった。その後、自身が囮になっている間に煌翔をポタとリンクさせたが、ポタは疲労困憊していたため失敗してしまった。
第25話でドーナツを買いに行った所シャリングが外れてさまよっていたヤマバに驚いており、歯車家のスパイだと思っていたが、ヤマバの過去を聞いて改心。第26話ではヤマバを助けようとしていた。この時はモノオとモノコとジョシュアに助けられた。
最終話ではジオノコオールバースト改を行った1人である。
丸山煌翔（まるやま てっしょう）
琉月のクラスメイト。カフェのマスターの甥にあたり、彼のことは「叔父さん」と呼ぶ。
第1話で琉月とジオワールドで出会った際にはお互いに驚いていた。その後は叔父が経営するカフェに案内し、琉月に勉強の楽しさを気付かせた。
第3話では萌衣と共に商店街を訪れていたところ、無気力状態に陥っていた咲良を見つける。その後はカフェで慶を励ました。
第15話ではアーサー・萌衣と共にボードゲームをしていたところ冴姫からの報告を受けたため、ゲームが中断されることに文句を言っていた。そして彼女が見つけたタンクが消えてしまっていたため、冴姫の見間違いだと思って帰ってしまった。第16話でも冴姫（実際はタンクの出現・消失を操作していたモノオ）に振り回され続け、彼女のことを「噓つき」と糾弾して立ち去ってしまった。だがその後タンクを見つけ冴姫が言っていたことは本当だと知るが、時すでに遅くアーサーを庇ってエナジーを奪われてしまう。その後冴姫とソヨがテレゾンビを倒したことで事なきを得た。キョボの木の再生を見届けた後、冴姫に「ごめんな」と信じなかったことを謝ったが、「自分の言うことをこれからは全て信用するように」と釘を刺される竹箆返しを喰らうことになってしまった。
第17話ではカフェの手伝い中に飼っている犬のワン太郎に扮してゴロンと話していたところ、誤ってマスターの縄文土器のレプリカを壊してしまった。それを咄嗟にワン太郎のせいにしたほか、その後ワン太郎づてに聞いたゴロンの体重が1tあることをそのまと咲良に教えたが、その様子をこっそりモノコに見られていた。ジオワールドでもこの秘密を高岸と前田に話したが、直後ゴロン本人が現れ「ワン太郎が煌翔に喋った」と勘違いされてしまう。そして現実世界で「自分がワン太郎のふりをして喋っていた」と本当のことを教えたが、「体重を気にすることはない」と茶化すようなことを言ったため余計に怒らせてしまい、現れたモノコにもねんリングを奪われかけてしまう。第18話では土器を壊したこともモノコに指摘され、反省して「ちゃんと謝らなきゃ」と決心したところエナジーが溜まる。そして博物館でテレゾンビの攻撃を喰らいそうになっていたゴロンを寸前で突き飛ばし、「秘密を話してごめん」と謝りリンクしようとするも、彼女には最初拒否されてしまう。そこで「自分も叔父さんの土器を壊してしまった」ということを明かしたことで、「後でちゃんと謝ればいい」と許してもらった。テレゾンビを倒した後、自分が土器を壊したということをマスターに正直に謝った。
第30話では琉月・アーサーと共に米の買い出しに行っていたところ、慶・裕理・咲良・ソヨと出会う。その後は無気力になっていた琉月・慶・アーサーをカフェで保護していた。3人が元に戻ったあと、眞生に通信をかけて一行をカフェへと誘い、おにぎりを振る舞う。
2024年度第1話ではアキラに図書室の場所を教えていた。その後、足を挫いたそのまを囮にグルグルをおびき寄せてポタとリンクしたが、ポタは疲労困憊していたため失敗してしまった。
盛武美音（もりたけ みお）
前作「天才てれびくんhello,」と同様敬語を常用し、相手をさん付けで呼ぶ。ただし怒った際には断定するような口調に変わる（第14話のポン曰く「怒らせると怖い」）。感情表現が少し苦手で練習中。冴姫とは同じバレエ教室に通っている。
第1話ではテレゾンビに襲われた琉月を眞生と共に救った。その後は彼女に勉強を教えていた。
第14話では裕理からの情報を受け、眞生と共にエナジータンクのある廃工場へと向かう。助かったあとも眞生に突っかかるような態度を取る裕理に対し激怒、「どうして眞生に反発するような態度を取るのかをはっきり言いなさい」と問いを投げかけたが、素直になれなかっただけということを知ってからは「可愛すぎます」と惚れていた。
第19話ではマスターがエナジーを奪われた挙句パンケーキをフライパンに変えられてしまったのを悲しんでいた眞生と礼に「今回で6回目」「元気になったら作ってもらいましょう」と少し見当違いなことを言ったため心配される。翌日、学校の図書室でモクと共に感情表現の練習をしていたところモノコに出くわし、「私も上手く感情を出すのが苦手」と彼女に親近感を覚える。第20話ではモノコに「自分のハッピー」として近所の文房具屋、丸い模様だけを踏んで渡ると決めている上り坂、公園の遊具から見える雲（「モノコへのプレゼント」と称した）、息を止めて渡ると決めている橋を教えていたが、商店街でエナジーが奪われていると知り彼女についていく。そしてモノコにかつてきょういちハッピーくんを渡した向一朗を呼ぶことにしたが、寸前でモノコが充電切れを起こしてしまう。回収のために現れたモノオが彼女のことを「動かないとお人形さんみたいでかわいい」と評したことで「モノコは人形じゃない」と激怒、エナジーが溜まりモクとリンクしてテレゾンビを倒したが、直後モノコはモノワールドに連れ去られてしまった。
第26話では第19・20話のこともあり「モノコと友達になりたい」とそのまと萌衣に話していたが反対されていた。
第28話では怒りに身を任せて飛び出していきそうになったそのまに対し「モノコさんは悪い人じゃないです」「モノオ達に騙されているだけ」と止めていた。その後信号が変わったのにも気付かないで歩いていたモノコの腕を思い切り引っ張り、車に轢かれそうになっていた彼女をすんでのところで救出した。モノコがモノバアに放逐されたという事情を知って激怒、「もうそんな所に戻らなくてもいい」「私と信頼できる友達になってほしい」と寄り添う。後日、ポンとそのまに「あなた達もモノコと友達になってほしい」と提案するが拒否されてしまう。第29話では工場に向かったそのまとポンの前にモノコを連れて現れる。モノコがモノバアを説得するかと思われたが、逆にねんリングを奪われかけてしまう。その隙にポンがエナジーを奪われたことでそのまに「モノコは友達じゃなくて敵だ」と言われたが、「モノコさんは私の友達だから」と言い返す。
第30話では「モノバアを助ける方法を知りたい」というモノコの意志を汲んでそのまと対立する。そのまに「てれび戦士やめればいい」と言われかけて一度は傷ついたが、「きっとわかってくれるから私は諦めない」と持ち直す。バアゾンビから危険も省みず説得しようとするモノコを庇ってエナジーを奪われ、「友達なら当然です」と言い残して倒れてしまう（つまり彼女が2023年度で最後のテレゾンビ犠牲者である）。自身が倒れていたためジオノコオールバーストは使えなかったが、モノコがねんリングを一時的に譲り受けたことで発動できるようになった。バアゾンビが倒されたことによって目覚めたが、ねんリングが無いためジオノコを視認できず、ジオワールドにも行けなくなってしまった。後日、たまたまモノコと再会した際にねんリングを返してもらった。その後ジオワールドにてキョボの木から落ちてきた花びらに気付き、キョボの木が無事満開になったことに気が付いた。
先述したように2023年度の17人のてれび戦士では唯一バアゾンビ退治には貢献できなかったが、モノコが自らの代役を務めたため、モノコと友達になろうとした彼女の行動は報われたといえる。
2024年度第2話ではバレエ教室に財布を置き忘れたため引き返したところ、ズビーがヤマバに歯車化された光景に遭遇してしまう。第3話ではグルグルキャッチを早速試してグルグルを見つけ、ソヨとリンクしようとしたがすぐに逃げられてしまった。その後佳之介が咲良の見よう見まねでグルグル退治に成功した時には予想外だったのか相当驚いていた。
第16話ではアキラがグルグルと会話している場面に出くわしてしまい、彼が歯車家に与していることを知ってしまう。第17話では裕理を庇ってグルグルに歯車化されるも、裕理が大歯車を壊したことで元に戻る。その後アキラが歯車家に与していたと知って泣き崩れた裕理に言葉をかけて立ち直らせた。
第23話では冴姫共々歯車にされたが、咲良が大歯車を壊したことで元に戻った。
第27話ではアキラを呪いの呪縛から解放するため、モノコと協力するが、そのせいで咲良を危険な目に合わせたことに酷い罪悪感を感じてしまう。第28話では諦める素振りまで見せたため、裕理に窘められてしまう。その後咲良は自分を悪く思っていない事を知ったことで立ち直り、裕理や帯行の協力の下エナジーキューブを回収した上でグルグルの大歯車を破壊し、歯車にされたモノコとモノオを救出した（これをもって2024年度のてれび戦士は全員キョボの木再生に貢献したことになった）。
池村咲良（いけむら さくら）
しっかり者で世話焼きな性格。宝物としてアメシストを携帯している。
第1話では中学生である琉月に対し失礼だと斗葵を叱っていた。
第2話では慶にジオノコ投げの特訓をさせていたところテレゾンビに襲われ咄嗟に彼を庇ったが、アメシストを飴玉に変えられた隙にエナジーを奪われて無気力になってしまう。第3話では萌衣に「かつては自分も慶のように弱虫だったので放っておけなかった」「アメシストはそんな自分を勇気づけるためのお守り」ということを明かしていたことが判明した。その後は慶がテレゾンビを倒したことで正気を取り戻し、彼に感謝した。
第17話ではゴロンの秘密を煌翔から聞いていた。第18話ではゴロンがモノオに襲われていたところに現れ、そのまと共に逃げ出す。博物館まで追い込まれてしまうも、エナジーを奪われる前に煌翔が駆け付けたことで難を逃れた。
第22話では慶と共にタンクを発見、「流石ビビりの慶」と褒めているのか貶しているのかわからないような言葉をかけ探索に誘うも、「他の人と行く」と断られてしまう。彼に拒絶されたことで莉良と萌衣に「慶のことが好きなの？」とからかわれていたところモノオに出くわす。慶が勘を発揮している光景を立て続けに見たため「今日どうしちゃったの、ビビりの癖に活躍しちゃってさ」と声をかけるも、「咲良が勝手に言ってるだけでしょ」と喧嘩寸前になってしまう。第23話ではフリーズしたモノコの額を触っていた慶に「近い…。」と言っており、彼が女性と触れ合うことを気にしている素振りを見せた。そのせいで慶を突き放してしまい1人でいたところガラクタ博士と出会い、「慶が周囲に頼りにされていたり、女の子に優しくしていたりする姿を見るのが嫌」と打ち明けた。彼にその感情が嫉妬であることを教えられエナジーが溜まったが本人は不満だった上、彼がモノバアと通信を始めたことでお互いの正体を知ってしまう。危うく捕まりそうになるも何とか逃げ切り、高岸と前田にテレゾンビ2号機の存在を伝えた。そしてなるべくタンクへと近づき、「慶のバカヤロー！！」と絶叫しながらメラメラを投げて妨害しようとしたテレゾンビ2体ごとタンクを破壊することに成功した。その後は慶とハイタッチして仲直りした模様。
第30話では慶・裕理・ソヨと共に商店街へ向かい煌翔・琉月・アーサーにジオワールドの様子を伝えに行く。琉月とアーサーがエナジーを吸われたところを目の当たりにして自身も犠牲になりかけたが、慶に庇われる。慶が元に戻ったことに関しては喜んでいたが、モノコにもおにぎりを作る羽目になり文句を言っていた。
2024年度第1話では図書室の場所を聞いてきたアキラを心配し、音楽室の掃除を抜け出して彼の様子を見に行ったため慶から「お節介」呼ばわりされていた。
第5話ではアキラにねんリングのことについて尋ねられたため貸そうとしたが、メラメラに止められた。ジオビーに「ヤマバとグルグルについて調べてほしい」と尋ねられるも「アキラとの約束があるから」と断ったが、前田や慶からは「歯車家に狙われるかもしれないし巻き込んではいけない」と言われてしまう。第6話では慶や萌衣共々アキラをコロッケ屋や河川敷に誘い、最後に図書館を訪れる。鉱物の本を見つけて「来週も来ようね」と約束したが、アキラがヤマバに付け狙われていることに気付き逃がそうとする。グルグルから隠れている最中、「ジオワールドのことは秘密にする代わりにアキラと友達になってほしい」と慶に切り出すが、慶は「アキラはもう友達」と認めていた。そこでグルグルを倒す決心をしてメラメラとリンクしたが、アキラに「自分にも何かできることはないか」と言われて動揺、自分を庇った慶諸共歯車化されてしまう。最終的に萌衣が大歯車を破壊したことで元に戻った。
第11話では6月20日の生放送でキョボの木が再び歯車に戻されてしまったことで落ち込んでいたが、メラメラに励まされたことで気分転換として慶の誕生日ケーキを作ることを提案する。慶とアキラが外で話をしていたのを見て「仲良さそう」と楽観的になっていたため、萌衣・メラメラ・グルグルに突っ込まれた（そして3人でグルグルを見て驚いていた）。だが途中でアキラが「急用ができた」と帰ってしまったため、メラメラに反対されてでもアキラに全てを話し、危険が及んだ際には彼を助けることを決断する。第12話では歩道橋の上で慶と再会、わざと自分が囮になって歯車化された隙に慶に攻撃してもらう作戦を提案し、見事グルグルを撃破した。
第22話でガラクタ博士にドーナツをおごらされた代わりに、お礼に「エナジーキューブを3つ集めると歯車力が上がる」と教えてもらった。それを聞いて慌てた咲良はアキラの暴走を止めようとするが、3つ目のエナジーキューブは取られてしまう。それまでアキラをてれび戦士に入れようとした自分に責任を感じていたが、美音と冴姫が励まし、助けるよう頼んだ。
第27話でアキラに歯車にされモノワールドに招待されるが、第28話で「歯車家の秘密を教えたとアキラ君に伝えたら、信頼されなくなるだろうな～」とガラクタ博士を脅し、現実世界に転送してもらった。
最終話ではアキラに「咲良さんのせいで皆歯車になっちゃうよ」と言われ、自分の身を歯車家に晒そうとしたが、慶などが止めたことにより、歯車家に最後まで立ち向かうことを決意する。その後歯車になったアキラはシャリングの呪いで暴走するものの、グルグルとリンクし、元に戻した。最後にアキラと別れる時、「デートしてほしい」と言ったアキラに「いや、わかんないから」と困惑していた。
2025年度第1話では大甲冑にロックされたが、紫乃の活躍で元に戻った。
第2話でもギーにロックされたものの、心の活躍で元に戻った。なおこの時、「いろいろと不安だわ～」と将来を不安視している様子があった。
第5話で美容師に髪を整えてもらおうとしたものの、美容師がギーにロックされた。また、瞳を助けようとしたものの「助けてなんか言ってあらへん」と言われ、喧嘩になってしまう。第6話でギーにロックされたが、瞳の活躍で元に戻った（この結果咲良は2カ月経たない内に3回もロックされるという、異常なハイペースでガラクタ家の被害者になってしまうことになった）。
江口慶（えぐち けい）
内気で引っ込み思案な性格で、本人もそれを気にしている。百人一首が好き。
第2話では咲良にジオノコ投げの練習をさせられていたところテレゾンビに出くわし、何もできないまま逃げ出してしまう。どうすればいいのかを高岸と前田に相談するも、2人が揉めていたため困惑していた。第3話では咲良の真意を知ったことと煌翔・萌衣・ゴロンに励まされたことで奮起、エナジーが満タンになる。そして勇気を出してゴロンと共にテレゾンビを倒した。
第22話では咲良と共にタンクを発見、他のてれび戦士に「急に見えるようになったなんておかしいと思う、何かしらの罠も疑うべき」と報告していた。しかし「一緒にタンクを探しに行こう」という彼女からの誘いを断ったことで向一朗と煌翔に心配されたため、「いつまでもビビりとか弱虫とか言われて馬鹿にされるのが嫌」と打ち明けた。モノコに邪魔されてジオワールドに戻ったあと、咲良・莉良・萌衣がモノオに、冴姫・琉月・大馳がナカノに足止めされていたことを知り、「モノノ家は自分達を小学校に近付けさせないために邪魔しているのでは」と推測する。周囲に褒められたため照れていたが、リーダーシップを発揮したことでエナジーが溜まる。タンクを破壊しに向かったが、やはりテレゾンビに邪魔されて失敗してしまった。第23話では咲良に「もう弱虫と言うな」と言い返していたところモノコが橋の上から現れるも、彼女はオーバーヒートを起こしフリーズしてしまったため心配していた。その後エナジーを溜めてタンクへと向かう咲良を見つけ、一度は拒絶されてしまうも「少しは自分を頼ってほしい」という言葉を伝えた。しかし彼女が自分の悪口を叫びながらメラメラを投げていた光景を目の当たりにして驚いていた。その後は咲良とハイタッチして仲直りした模様。
第30話では咲良・裕理・ソヨと共に商店街へ向かい煌翔・琉月・アーサーにジオワールドの様子を伝えに行くが、咲良を庇ってエナジーを奪われてしまう。その後、萌衣・莉良・ポタがバアゾンビの頭を壊したことで正気を取り戻した。その後は咲良と共にカフェでおにぎりを作っていた。
2024年度第5話では咲良とアキラがグルグルに狙われていた際に駆け付け、メラメラとリンクしたがかわされてしまう。その後「アキラを巻き込んではいけない」と咲良を叱る。第6話では「顔が赤くなっている」と萌衣やメラメラにからかわれていた。その後、咲良やアキラをコロッケ屋や河川敷へと誘う。図書館でグルグルから隠れていた際に咲良から「アキラの友達になってほしい」と頼まれたが、自身は彼のことをもう友達だとみなしていた。その後メラメラとリンクを試みていた咲良がグルグルに狙われた光景を目撃、彼女を庇おうとしたが2人とも歯車化されてしまう。最終的に萌衣が大歯車を破壊したことで元に戻ったが、2人が歯車化した光景を目の当たりにしたアキラに対しては「そんな絵本みたいなこと起こってない」と誤魔化していた。
第11話では誕生日が近いこともあって、咲良と萌衣に誕生日ケーキを作ってもらうことになる。照れながらも喜んでいたが、萌衣がアキラを誘ったため若干困惑していた。その後カフェのテラスでアキラと話をしていた最中にグルグルが出現したため彼を置いて追いかけようとするも、ホイップクリームを混ぜる作業の際にねんリングを外していたためグルグルが視認できなくなってしまった。カフェにねんリングを置き忘れていたことに気付いて戻ってきたが、その際アキラからモノワールドについて尋ねられるも、ちょうどマスターがケーキのスポンジを持ってきたため返答ができなかった。第12話ではカフェを飛び出していった咲良を追いかけていたところアキラと遭遇、咲良についての話題になった際にてれび戦士とは何なのかについて教えようとしたが、ちょうどそこへグルグルが現れてしまう。グルグルが咲良を歯車化しようとしていることを聞き、彼女を助けることを優先したためアキラの手を振りほどいてしまった。ようやく咲良を見つけて疲弊していたが、高岸から励まされて元気を取り戻す。その後咲良の提案で彼女を盾にしてこっそりメラメラとリンクし、グルグルを油断させた隙に大歯車を破壊した。
最終話では咲良が自分の身を歯車家に渡そうとしたのを止め、励ました。アキラが咲良に「デートしてほしい」と言ったときはショックなのか固まっていた。
香月萌衣（かづき めい）
恋愛沙汰に興味があり、周囲をからかうこともある。
第3話では慶に咲良から受けた相談事を打ち明けた。
第15話では煌翔・アーサーと共にボードゲームで遊んでいたが、冴姫がタンクを見つける度に呼び出されて呆れていた。第16話でも冴姫（実際はタンクの出現・消失を操作していたモノオ）に振り回され続け、「マスターにプリンアラモードを奢ってもらう約束をしてた」と立ち去ってしまう。その後はカフェで「ラーメン・プリン」を振る舞ってもらっていたが、マスター共々エナジーを奪われてしまう。冴姫とソヨがテレゾンビを倒したあと、彼女を信じなかったことを謝ったが、「自分の言うことをこれからは全て信用するように」と釘を刺される竹箆返しを喰らうことになってしまった。なお煌翔やアーサーが軽い言葉で済ませたのに対し、彼女は「本当にごめんね」と誠意のある謝り方をしていた。
第22話では「慶のこと好きなの？」と咲良をからかっていた。第23話ではてれび戦士達をモノコ達のおとりになるグループとその間に潜入するグループの二手に分かれることを提案する。
第24話では一般人たちのエナジーを根こそぎ強奪していくモノノ家に憤慨するが、彼女と交流したことのある向一郎と斗葵と対立してしまう。その後そのまと共に独断でテレゾンビ2号機を偵察しに行くが、眞生に怒られてしまった。第25話ではそのまが提案した「モノコを捕まえてテレゾンビ2号機の弱点を聞き出す」という作戦に賛成していた。その後眞生がテレゾンビ2号機の一部分を壊した際には、「本当にありがとう、助かったよ」と彼に素直に感謝していた。
第26話では「モノコと友達になりたい」と言い出した美音に反対していた。モノコと交流する向一朗のことを裏で偵察しており、モノオが現れた段階で自身も姿を現し「モノコのことを信じすぎ」と割って入る。第27話でもモノコに話しかけようとしていた向一朗に対して「テレゾンビ2号機が襲い掛かってきたらどうするの」と止めようとした。だが彼の決心を見て思い直し、テレゾンビ2号機の左腕を壊した際には「やったね」と素直に彼のことを褒めた。
第30話では大馳共々モノコのことを敵だとみなし斗葵や莉良と対立、現実世界へと飛び出して行ってしまう。その後ピンチに陥った斗葵・冴姫・大馳の前に現れ、「絶対は絶対にないって織田信長が言ってた」と決意。莉良共々ポタとリンクし、バアゾンビの頭部を破壊した。その後、カフェで美味しそうにおにぎりを食べるモノコを見て「思ったよりいい子なのかも」と考えを改めた。
なお莉良、ポタと協力してバアゾンビの頭を壊しキョボの木再生に貢献したことで2023年度のてれび戦士全員がキョボ木再生に貢献できたことになった。また彼女は2023年度のてれび戦士17人でキョボの木再生貢献が最も遅かった（これは莉良も同じ）。
2024年度第5話では「手を繋いでいる恋人同士が歯車化されている」と聞き、「寄り添っているみたいでロマンチック」と評していた。第6話では咲良とアキラについてくる慶を「気になってるんでしょ」とからかっていた。その後、河川敷に行って石を拾っていたアキラを「咲良のことが好きなら頑張りなさい」と励ましていた。図書館で咲良と慶が歯車化されてしまった際、「人の恋路を邪魔するなんて最低」とグルグルに対して激怒。メラメラとリンクして大歯車を破壊し、咲良、慶、カップル達を戻すことに成功した（なお元に戻る描写がなかったカップルも含めれば、萌衣は一度に10人を救出したことになる。これは2025年度1話で紫乃が1回で12人を救出するまでは過去最高記録だった）。
第11話では咲良と共に慶の誕生日ケーキを作ることになり、図書館の本を返しに向かっていたアキラを誘う。だが咲良が先にいなくなったアキラを心配して飛び出していってしまい、メラメラと慶も彼女を追いかけに行ったため1人カフェに取り残されてしまう。第12話では完成したケーキを咲良と慶の元に持っていた際に咲良が歯車化されそうになった瞬間を目撃してしまうが、これが彼女の作戦だと知り「自分から歯車になろうだなんて何考えてるの」と心配のあまり怒っていた。
第18話では裕理の一件を引き合いに出してアキラを叱責する莉良を諌めていた。
第19話では今まで自分やジョシュアに助けてもらってキョボの木再生に貢献してきていた莉良が「（萌衣は自分の先輩なのに）頼りない」とまで発言したため、すぐ自分を頼ろうとした莉良を叱責した。その後グルグルを怖がってジオノコ投げを丸投げしてきた莉良といざこざを起こしている内に歯車にされてしまうが、莉良が大歯車を壊したことで元に戻った。
2025年度第1話では大甲冑にロックされたが、紫乃の活躍で元に戻った。
第3話では心と佳之助とともにエナジーキューブをキャッチしに行き、ガラミと喧嘩していた。
第7話では言い合っていた嘉人と裕理を止めていた。また、裕理との勝負に負けて嫉妬している嘉人を慰めようとしたが、失敗した。しかし第8話ではライバルとしてお互いに認めあった2人を許し、裕理を助けに行こうとした嘉人に「主役になれなくても、自分の人生の主役は自分だけだから」と言い、励ました。
今野斗葵（こんの とあ）
お調子者な性格。幼少期にイベントでデンリキマンから直接変身ベルトを貰って以来、特撮ヒーローに強く憧れている。
第1話では軽くふざけて琉月に自己紹介したところ、咲良にたしなめられた。
第9話ではモクとヒーローごっこをしていると、冴姫と莉良に「恥ずかしくないか」と言われてしまった。心配したモクに「ヒーローみたいに皆を守ることができれば2人も見直してくれるはず」と胸の内を打ち明ける。その後現れたモノコがデンリキマンの変身ポーズを上手に真似したことで打ち解けたが、少し貸していた隙にベルト（巨大なねんリングと間違えられていた）を奪われてしまう。一度はベルトと交換でねんリングを渡しかけてしまうが、「ベルトがかっこいいって言ってたの、嘘だったんだね」とモノコに呟く。その後テレゾンビが現れ冴姫に非難されてしまうがモクの励ましで立ち直り、モノノ家の前で勇気を出したことでエナジーが溜まる。テレゾンビ撃破に成功し、デンリキマンのベルトも返してもらえた。その後冴姫と和解し、変身ポーズを教えていた。
第24話では第9話・第10話の一件もあってモノコを嫌うそのまと萌衣に切り出すも、萌衣に強く反論されたことで逃げ出してしまう。飛び出していった先は第10話でモノコと出会った公園で、一時は彼女に「お前は誰だ」と言われていたが、デンリキマンの変身ポーズを見せたことで記憶の一部を思い出させる。しかし彼女に「私の使命はねんリングを奪うこと」と壁に押さえつけられてしまうも、すんでのところで眞生・ゴロンが駆け付けたことで助かった。第25話ではモノコを捕まえてテレゾンビ2号機の弱点を聞き出すことを提案したそのまに対して向一朗共々反対していた。
第30話では「モノコは敵だ」と断言した大馳に「決めつけるのは良くない」と諭していた。ポタと共に逃げ、すんでのところで萌衣と莉良に救出された。
大野冴姫（おおの さき）
少し毒舌で、笑顔で毒を吐くこともある。前髪のセットに力を入れている。莉良とは仲がいい。美音とは同じバレエ教室に通っている。性格上、御礼や謝罪が苦手。また帯行の半端袖突っ込みを悪く受け取るなど冗談が通じない一面や、悪い話に騙されやすい一面もあり、後者の一面が災いして被害に遭ったこともある。
第1話では前髪が崩れたのを嘆いていた。
第5話では莉良と下校中、モノコに詰め寄られていたアーサーを発見する。そしてそのことで大馳に相談していたが、「ハッタリを使う」と持ち掛けられた際には「なんかダメそう」とあまり当てにしていない様子だった。第6話ではその後現れたテレゾンビに接近したアーサーを庇い、エナジーを奪われ無気力になってしまう。「皆私の召使いになればいいのに」と発言するほど毒舌が悪化し、莉良にずっとしがみ付いていたが、アーサーがテレゾンビを倒したことで元に戻った。
第9話ではヒーローが好きな斗葵の事を「流石にない」と非難していた。第10話では「隠し事をしている人には一緒に戦えない」とさらに斗葵を問い詰め（この時は流石に莉良に止められた）、ねんリングよりも玩具を優先しようとする斗葵に激怒した。その後斗葵がテレゾンビを撃破した事で斗葵のヒーロー好きを尊重するようになったらしく、デンリキマンのポーズを斗葵に教わっていた。
第15話では前髪の調子を整えていたところ、テレゾンビがメインタンクからエナジーを回収していた光景を目撃する。しかし報告していた最中にタンクが消えていたため煌翔達には見間違いだと思われてしまった。その後もう一度タンクを発見したが、やはりすぐに消えたため信じてもらえなかった。不満げに帰っていた最中に神社でモノコとモノオに遭遇し、タンクが「人間から吸い取ったエナジーを溜める移動式メインタンク」であることを知る。第16話ではモノオの手で煌翔達が振り向いている間だけタンクが消えるように操作されてしまい、3人から嘘つき呼ばわりされたため泣き出してしまう。しかしソヨに励まされたことがきっかけでめげないことを決心、エナジーが溜まる。直後テレゾンビが煌翔とアーサーのいる方面に向かっていったのを追いかけていた際に転んで服を汚してしまうも、ソヨとリンクしてテレゾンビを倒し、煌翔、アーサー、萌衣、マスターの4人を正気に戻すことに成功した。ジオワールドに帰還後、高岸からめげずに頑張ったことを褒められた。煌翔、アーサー、萌衣からは本当の事を言っていたにもかかわらず嘘つき呼ばわりしたり、信じなかったことに関して謝罪を受けたが、自分の精神をあれだけ抉っておきながら煌翔が「ごめんな」、アーサーが「許して」と軽い謝罪で済ませたことに若干不満があったのか、一応許しはしたものの「これからは私の全てを信用しなさいよ」と竹箆返しを喰らわせてニヤリとしていた。
第30話ではポタと共に逃げ、すんでのところで萌衣と莉良に救出された。
2024年度第2話ではターンが上手くできないことをズビーに叱られ、落ち込んでいたため美音とソヨに励まされていた。その後佳之介に乱入され、勝手に応援されたり絵を描かれたりなど好き放題されたため呆れていた。第3話ではグルグルを追いかけていたが、いざ相対した際に自信を失ってしまう。ソヨに励まされたことで持ち直し彼女とリンクすることを決意するが、ジオノコ投げには失敗してしまった。その後グルグルを屋上まで追い詰め、歯車の呪いもターンで華麗に回避した。佳之介がリンクを試みようとした際には彼を心配するあまり止めようとしたが、キョボの木が再生しても「私が成功させてたらもっと早く倒せてたのに」と落ち込んでいた。しかし佳之介がバレエをする自身の絵をプレゼントしてくれたため元気を取り戻し、「もっとかわいく描いてよ」と照れていた。だが「おにぎりの海苔はパリパリ派かシナシナ派か」とマイペースな質問をされた上、高岸にも「いいコンビ」と言われたため必死になって否定していた。
第7話では帯行に服のことを突っ込まれるも、からかわれたと思い泣いてカフェを逃げ出してしまう。その様子を見ていたグルグルに付け込まれ、1人で撃破しようと試みていたところを命乞いの演技に騙されてソヨ共々歯車化されてしまう。第8話の終盤で帯行の手によって元に戻り、彼の謝罪を受け「帯行のTシャツもよっぽどだけど、分かってくれたならいいよ」と彼を許した。
2025年度第1話でソヨにガラミを見張るように頼んだ。その後大甲冑にロックされたが、紫乃の活躍で元に戻った。
2025年度第4話ではガラミに付き添っていたギーによってロックされてしまう。その後帯行が手を尽くしたことで解放してもらえたが、恩人である筈の帯行にお礼を言うどころかあらぬ誤解から罵詈雑言を浴びせて突き放してしまった。
2025年度第9話ではポンと共にエナジータンクを運搬するからテレゾンビを見つけ、ジオノコ投げでソヨをぶつけるも中途半端に破壊してしまい逃してしまう。その後テレゾンビの一件を高岸らに伝えるも。ガラミが根は悪そうな人ではないと思っている帯行が平和な世界を作りたいというガラミの意見を支持したため、ガラミを激しく憎む冴姫は彼と対立した。その後すみれが「エナジータンクの場所を教えるからてれび戦士とは戦わないで」とガラミに約束させたとソヨから聞き、すみれの後をつけるもソヨを錠前にされてしまった。10話ではスミレを尾行していたが、ポンが錠前にされた後、自分も錠前にされてしまう。その後スミレが大甲冑を撃破したことで元に戻った。(なおこの時点で冴姫はロックされた回数が4回となり単独首位になってしまった)
11話では帯行がガラミと仲良くしていたことをカミングアウトし、その後のエナジーキューブ探し中にハフォードと莉良が錠前化されると「二度と私達に近づかないで！」「本当のことだから言い返せないんでしょ！」と罵詈雑言を浴びせた。その後モクから「あの時帯行はロックされた冴姫を助けるためにガラミに何度も頭を下げた」と真相を伝えられ、自分のために手を尽くした帯行に恩を仇で返す発言をしたことを後悔する。帯行がギーを倒し、ガラミと帯行の会話で自分はガラミ騙されていたことを知り、帯行に「ごめん」と頭を下げて謝ったが、今まで帯行に酷い態度を取り続けてきたことに対する彼女の自責の念は相当大きかったらしく、帯行が許す意思を示しても泣きそうな顔で下を向き続けていた。
金児莉良（かねこ りら）
英語表記は「Lila」。一人称は「僕」。冴姫とは仲がいい。2023年度以降のてれび戦士の中では比較的正義感が強いが、一方で自己欲求が強く、すぐに誰かを頼ろうとすることも多い。その性格故にトラブルメーカーとなることが少なくない。
第1話では冴姫を励ましていた。
第5話では冴姫と下校中、モノコに詰め寄られていたアーサーを発見し、そのことに関して大馳に相談を持ち掛ける。その後アーサーが「テレゾンビがかっこよかった」と言っていたのを「あれは妖怪じゃなくて、僕達を襲う敵」と叱ったことで彼と口論になってしまう。第6話では冴姫が襲われたこともあってアーサーのことを「自分勝手」と非難していたが、アーサーがテレゾンビを倒したことで彼のことを見直したらしく、反省し謝罪した。
第9話ではヒーローごっこをしていた斗葵に「僕らより1個上なのに恥ずかしくないのか」と苦言を呈していたが、カフェで冴姫と二人きりになった際には「あんな風に言うんじゃなかった」と反省していた。第10話では（第5話や第6話でのアーサーに対する自分の冷たい発言を思い出していたためか）斗葵に激昂する冴姫を諌めていた。その後河原に出現したテレゾンビに石礫で対抗しようとするものの、その石をりんごに変えられた挙句自身もエナジーを吸い取られてしまう。その後斗葵がテレゾンビを撃破したことで事なきを得た。
第30話では「モノコにも事情がある」と考える斗葵の味方をし、萌衣や大馳と対立してしまう。その後ピンチに陥った斗葵・冴姫・大馳の前に現れ、「僕の辞書に無理の文字は無い」と決意。萌衣共々ポタとリンクし、バアゾンビの頭部を破壊した。
なお彼女は2023年度のてれび戦士17人の中でキョボの木再生貢献が最も遅かった（これは萌衣も同じ）。
2024年度第4話ではジョシュア達とバスケットボールをしていたが、彼からパスを回してもらえなかったことを根に持っていた。何でも1人で行動しようとするジョシュアに対し、「チームワークを大切にしないと危険だ」と諭し続ける。ゴロンを探しに突っ走っていったジョシュアを見つけた際彼はグルグルに妨害されていたため、自身にゴロンをパスするよう指示。ジョシュアが投げた彼女を受け止めてシュートの要領で投げ、ブロックしようとしたグルグルを吹っ飛ばし大歯車の破壊に成功した。その後はジョシュアを許し、高岸や前田共々キャッチボールで遊んでいた。
なお2024年度で彼女より先にキョボの木再生に貢献したハフォードと佳之助、及び彼女と同時にキョボの木再生に貢献したジョシュアはいずれも新規加入組であるため、莉良は一番キョボの木再生貢献が遅かった昨年度とは対照的に2024年度では「続投組で最も早いキョボの木再生貢献」となった（ただし莉良が自分の力量を把握していないことも原因なので、ジョシュアに謝罪を求めるのが正しかったかについては疑問符がつく）。
第18話では歯車家の味方をしていたことを知ったために精神的ダメージを受けた裕理の一件を引き合いに出してアキラを叱責した。しかし怒りのストッパーが外れかけたのを見かねた萌衣に止められ、更にこの事がアキラの怒りを増幅させてしまい、シャリングの暴走並びに白木家のおばさんが歯車にされてしまう事態を招いた。
第19話では慶と沙彩との通信会話中にグルグルが現れたのを目撃し、その後空港で慶、沙彩、3人の男性が歯車にされている事態に遭遇する。その後グルグル倒しを先輩である事を理由にして萌衣に押し付けようとしたため、今まで他のてれび戦士に助けてもらってキョボの木再生に貢献してきている（2023年度最終回では萌衣、2024年度4話ではジョシュアとの合同であり、どちらも1人でキョボの木再生に貢献した訳ではなかった）こともあってか、すぐ他人に頼ろうとする態度を萌衣に批判される。更にグルグルを前にして萌衣にジオノコ投げをするよう命令されるが、またしても怖がって萌衣に丸投げしようとし、そうこうしているうちに萌衣も歯車にされてしまう。そこで漸く覚悟を決めたところ、エナジーキューブのゲットに成功し、ソヨをジオノコ投げしてグルグルの大歯車を破壊。慶、沙彩、萌衣、飛行機待ちをしていた男性3人を救出した。
2025年度第1話ではギーをジオワールドに連れて行った犯人を捜したが、度が過ぎて紫乃を疑ってしまった。その後てれび戦士になれて嬉しかったという強い意志を感じて認め、紫乃に謝った。
第11話ではエナジーキューブ探しの際「帯行がガラミと繋がっているなら一緒にいるのは危ない」と冴姫に耳打ちし、その直後にハフォード共々錠前化される。その後帯行がギーを撃破した事で元に戻った。なお帯行を悪者扱いしたことに対して謝罪したかどうかは描かれなかった。
シェパード龍アーサー（しぇぱーど りゅう あーさー）
通称アーサー。英語表記は「arthur」。妖怪が大好きで、妖怪に関する書籍を読むのが趣味。大馳とは仲がいい。
第5話ではモノコに「友達になってやる」と言われた上で、傘との交換でねんリングを渡すように要求されるも、妖怪の本に出てきた雨女の挿絵に酷似していたことから彼女のことを本物の妖怪だと勘違いしていた。そしてその上で「これがないとジオワールドに行けないし、妖怪みたいでかっこいいから」という理由で断っていたのだが、モノオにしつこく粘着されてしまう。初めてテレゾンビと遭遇した際には「かっこよかった」と感激していたが莉良に怒られて頭にきてしまい、「別に助けてほしいとは言ってないのに、勝手に来たのはそっちでしょ」と言い返してしまう。第6話では冴姫が無気力にされたことで莉良に非難されてしまい、責任を取ろうとして一人でテレゾンビを倒しに向かう。かつて大馳に暴言を吐かれたことに関しては「嫌なことだってあるし、それだったら一人の方が楽」と心の傷になっていたが、モノコには「地球の友達という関係が分からんから同情も出来ん」と言われエナジーを奪われそうになってしまう。寸前で駆けつけた大馳が手を引いて逃げることに成功するも、謝ってきた彼には「僕と無理に仲良くしなくてもいい」と言ってしまう。しかし実は彼もテレゾンビに興味を持っていたことを知り、仲直りしたことでエナジーが溜まる。大馳が投げたポタを一度は避けられてしまうも、彼を上手くキャッチしてテレゾンビを倒した。その後は冴姫や莉良と和解し、笑顔を取り戻した。
第15話では煌翔や萌衣とボードゲームで遊んでいたが、冴姫に何度も呼び出されて「いっつも前髪ばっかり気にしてるから」と苦言を呈し「前髪は関係ない」と言い返された。第16話でも冴姫（実際はタンクの出現・消失を操作していたモノオ）に振り回され続け、「公園で妖怪図鑑を読みに行く」と帰ってしまう。だがその後タンクを見つけ冴姫が言っていたことは本当だと知るが時すでに遅く、自身を庇った煌翔に駆け寄った隙にエナジーを奪われてしまう。その後冴姫がテレゾンビを撃破した事で事なきを得る。キョボの木の再生を見届けた後、冴姫に「許して」と信じなかったことを謝ったが、「自分の言うことをこれからは全て信用するように」と釘を刺される竹箆返しを喰らうことになってしまった。
第30話では煌翔・琉月と共に米の買い出しに行っていたところ、慶・裕理・咲良・ソヨと出会うが、その後現れたバアゾンビに琉月や慶と共にエナジーを奪われ無気力になってしまう。その後、萌衣・莉良・ポタがバアゾンビの頭を壊したことで正気を取り戻した。
なお2023年度のてれび戦士で「2023年度本編内で複数回テレゾンビの犠牲になった」のはアーサーのみである。
渡辺大馳（わたなべ だいち）
クイズや雑学が大好きで、ネタ帳を書いている。アーサーとは仲がいい。
第5話ではモノノ家一味がアーサーと接触していたことで冴姫と莉良から相談されていた。テレゾンビが現れた際、ポタとリンクを試みてハッタリとしてモノオ達に「お前達を一瞬で倒せるんだぞ？」と詰め寄ったことで一時的に遠ざけることに成功する。第6話ではかつてアーサーとサッカーをしていた際に彼がミスしたことで強く当たってしまったことがあると話し、そのことを後悔していた。その後はピンチになっていた彼を寸前で救出し、以前のことに関して謝った。そして「実は俺もテレゾンビのことちょっとかっこいいと思ってた」と切り出し、テレゾンビについて調べようと持ち掛ける。これがきっかけでエナジーが溜まり、協力してテレゾンビを倒すことに成功した。
第30話では「モノコは敵だ」と宣言したことで斗葵に窘められる。ポタと共に逃げ、すんでのところで萌衣と莉良に救出された。
ポン璃菜アメリー（ぽん りな あめりー）
通称「ポン」・「ポンちゃん」。英語表記は「lina.amelie_pont」。特技はテニス。頑張り屋さんな性格で、その点はそのまからも認められている。2024年度では年上のてれび戦士と話す際に「～っす」を語尾に付ける。
第1話では裕理と共にそのまと礼に連れられてきた。2人に「かわいい」と言われた際には裕理共々否定していた。
第7話ではテレゾンビを倒す特訓をしていたところそのまとソヨに出会った。しかし2人のアドバイスを聞いても空回りしてしまったため立腹し一人で練習していたところ、モノオが落としていった鏡を偶然拾ったことでモノバアやガラクタ博士と接触するが、そのまとソヨに取り上げられてしまう。煌翔が鏡を預かろうとした際には「私が見つけたものだし、ジオノコ投げの練習もしているから返して」と主張していたが、最終的にそのまが見守ることを条件に鏡を譲ってもらえることとなった。そのまとソヨのことは鬱陶しがっていたが、そのまに「3人で力を合わせてテレゾンビを倒そう」と諭されテレゾンビ退治に意気込んだ。第8話ではテニスコートにテレゾンビが現れたと知ってそのまの制止を振り切り一人で突っ走ってしまい、そのまに怒られ「信じてくれたと思ったのに」と立ち去る。その後自分を探しに来たそのまが無気力になってしまったことを知り、「どうしてもそのまを助けたいから、ソヨの力が欲しい」と強く願ったことでエナジーが溜まる。一度はソヨを躱されてしまうが、彼女の指示でラケットを使ったことでテレゾンビを撃破。無事そのまを正気に戻すことができた。
第21話ではこのままエナジーが奪われていくことを案じていたが、ポタと裕理が自分をよそに喧嘩を始めたのには困惑していた。その後オウリン先生に「ポタと裕理を仲直りさせれば裕理のねんリングを修理する」と言われたため2人の仲裁をしようとするも、お互い一歩も譲らなかったため困っていた。さらに通信が混線してモノバアに通信が繋がった際に彼女の目的を尋ねようとしたが、途中で通信が途切れてしまった。裕理が謝罪を決めたことで初めてエナジー道場に向かうが、様々な物を触ろうとしてオウリン先生に止められていた。エナジー道場からの帰還後、「私たちはジオワールドを絶対に救わなくちゃダメ」と2人に声をかけた。
第28話ではそのま共々美音にカフェへと呼び出され、「モノコの友達になってほしい」と頼まれるが、そのまが拒絶したことで一緒に帰ってしまった。第29話ではそのまと美音がモノコの処遇を巡って揉めていた隙にバアゾンビにエナジーを奪われるも、そのまのお陰で救出され感謝していた。
第30話では高岸の「ご飯を食べれば諦めない気持ちが身に付く」という発言に対して困惑しており、モノコもそれを信じて大量のおにぎりを食べていたため「変なこと教えるから」と呆れていた。
2024年度第1話ではジオワールドに来たところグルグルと出くわし、新しいジオノコだと思っていたところキョボの木が歯車化される光景を見てしまう。
第9話では萌衣から咲良とアキラの関係を聞かされ、遠くからアキラ本人を眺めて「結構いい感じ」と評していた。その後双眼鏡でアキラを観察していたが、突然裕理が景色を遮ったため驚いていた。その後も張り込みを続けていたが、2時間もの間全く進展が無かったので諦めて帰っていった。
2025年度10話では冴姫と共にスミレを尾行し、大甲冑の存在に気づかずエナジーキューブをキャッチしようとしたため錠前にされてしまう。その後スミレが大甲冑を撃破したことで元に戻った。
廣末裕理（ひろすえ ゆうり）
2023年度の最年少てれび戦士。しかし自ら単独でモノノ家の調査を強行したり、カエルテイを巧みな言葉で騙したりと、勇敢さと柔軟な思考回路は先輩に引けを取らない。
第1話ではポンと共にそのまと礼に連れられてきたが、「一人で来れるのに」と怒っていた。
第4話では帽子を探していたところ向一朗と出会うも、「メラメラに呼ばれたから」とすぐに立ち去ってしまった。
第13話ではモノノ家が巨大エナジータンクを作っていた光景を目撃し、ジオビーに報告する。しかし最年少だから危ないことをさせられないという理由で眞生と美音が調査を頼まれたことを知り、「自分が持ってきた情報なのに」「眞生は信頼されているけど負けるつもりはない」と一人で飛び出して行ってしまった。その後カエルテイと出会って騙されかけるも、眞生の機転で助かったことで勝手に行動したことを一度は周囲に謝った。だが巨大エナジータンク建設の阻止は諦めておらず、再び独自調査へと向かった。第14話では「てれび戦士をやめるからアジトに連れていってほしい」とカエルテイに接近する。だが裏切りは演技であり、エナジータンクの在処を尋ねた直後に逃げ出していた。その後眞生に対して突っぱねるような態度を取り続けたため美音に怒られ、「本当はかっこいい眞生に憧れていた、かっこいいから上手く話せなかっただけ」という本心を打ち明ける。「少しは年上の言うことを聞いて下さい」と彼女に諭されたことで反省、正直に謝罪したことでエナジーが溜まる。そしてポタとリンクし、エナジータンクに入っていたエナジーを取り戻した（なおこの時点で美音はまだキョボの木再生未貢献であったため、裕理は最年少ながら美音を出し抜いたと言える）。ジオワールドに帰還後はもう二度と勝手な行動をしないと約束した。
第21話では悩んでいたポンに対し「ポンちゃんらしくない」と言っていたが、そこに現れたポタに「あまり暴走するな」と言われてしまったため口論に発展、「頭の中に変な魚がいるくせに」と返してしまい怒られてしまうが、転んだ拍子にねんリングが壊れてポタの姿が見えなくなってしまう。闇雲にねんリングを叩いていたところあくびをしていたオウリン先生の姿が見えたため、ジオワールドではなくエナジー道場に繋がってしまったことを確信。彼女に通信をかけるも、「ポタと仲直りすることが修理する条件」と言われてしまい嫌がっていた。「違う条件にしてほしい」とまたねんリングを叩きまくっていたところ、今度はモノバアと通信が繋がってしまう。ポンが断片的に聞き出した彼女の「ジオワールドを滅ぼす」という目的を知ったことで「ジオワールドの皆は友達だからポタに謝る」と決意したところでオウリン先生に認められ、エナジー道場へと誘われる。彼女にねんリングを直してもらった後ポタとお互いに謝り、無事仲直りすることができた。
第30話では慶・咲良・ソヨと共に商店街へ向かい煌翔・琉月・アーサーにジオワールドの様子を伝えに行く。
2024年度も続投することが発表されたが、2024年度ジオ物語第1話には理由は不明だが未登場であり、第3回生放送で2024年度初登場となった。
裕理はてれび戦士加入時小学3年生だったが、小3のてれび戦士は延命杏咲実以来11年ぶり。また、2024年度では男子てれび戦士で初となる2年連続単独最年少である。
2024年度第9話では「アキラをヤマバから守らなければならない」と考えていた高岸や前田に対し「僕がアキラを守る」と立候補、ポタに「てれび戦士の存在は教えてはいけない」と約束され彼の元へと向かう。2時間以上経ってポン・佳之介・ポタが帰ったあとも粘り続け、鉱物図鑑を読んでいるアキラに近付いたところ驚かせてしまった。「友達は必要でない」と無機物にのみ興味を向けるアキラに対し、「友達がいないなら僕が友達になってもいいよ」と言ったところでグルグルに遭遇。退けるべくポタとリンクしようとしたが、彼が不在だったため失敗に終わってしまった。第10話では「自分達は何から逃げているのか」とアキラに聞かれるも教えることはできなかった上、運悪く高岸と前田から通信が来てしまう。ねんリングに通信機能が付いていることを知られてしまったためアキラに詰め寄られ、そこでとうとうジオビーやジオノコのことを教えてしまった。ここでアキラが鉱物図鑑を落としたことに気付いたため1人で取りに行ったが、そこでグルグルとヤマバに挟まれて「アキラの居場所を言え」と激しく問いただされる。「絶対に言う気はない、アキラ君は僕が守る」と決意を叫んだところでポタが助けに入る。ポタを態とグルグルの背後にある電線に向かって投げ、電撃を帯びさせた状態でグルグルの背後からぶつけて大歯車を破壊するというトリッキーな作戦を見せた。その後は無事に本をアキラに届けることができ、彼に感謝された。
第16話ではエナジーキューブ探しにアキラを同行させる。第17話ではエナジーキューブの獲得に成功し、分身したグルグルに対抗してポタを分身させての水鉄砲攻撃でグルグルの大歯車を破壊し、自分を庇って歯車化された美音の救出に成功した。しかしその後、アキラが歯車家の味方になっていたことを知り、ショックで崩れ落ちてしまう。（なお裕理がショックを受けた一件は他のてれび戦士にも伝えられた模様で、18話では莉良がこの事を引き合いに出してアキラを叱責している）
最終話ではエナジーキューブをキャッチしたもののアキラに見つかった。そのためねんリングを萌衣・咲良・慶に託し、自身はアキラと取っ組み合いをしたものの、アキラに歯車にされた。
2025年度第1話ではロックされかけたが、ジオ前田に守られた。その時に落とした本を持っていた。
第7話では嘉人と走力で勝負し、僅差で勝利してエナジーキューブを回収した。その際、嘉人に「サポートとしてがんばれよ」と言っていたが、これは第8話では嘉人をライバルとして認めている故であると判明し、この発言が嘉人の考えを改めさせるきっかけになった。ヤマバを逃すために自らを犠牲にしてロックされるも嘉人の活躍で助かった。嘉人がテレゾンビに襲われた時にはメラメラとリンクしてテレゾンビを破壊し、グルグルと嘉人を救出した。この後は意気投合している様子であった。
ヌワエメ ジョシュア
2024年度から加入したてれび戦士の1人。英語表記は「joshua」。色黒でアフリカ系のような顔が特徴。画面に映った時点で既にてれび戦士に加入していた。なお本人の話によるとたまたま落ちていたねんリングを拾った模様。
第4話では莉良達とバスケットボールをしていた際に、彼女にパスを渡さなかったことで「こういうのはチームワークが大事なのに」と怒られたが気にしていなかった。そんな中ねんリングの通信でソヨがグルグルに歯車化された事を知り驚愕していた。その後理科室でグルグルに遭遇したゴロンを見つけ、リンクしたところで莉良にパスを要求されたため、自分のエナジーを貯めたゴロンを彼女に託し、ソヨとバスケットボール部の顧問の先生を元に戻すことに成功した。その後は莉良に謝罪し、高岸や前田共々キャッチボールで遊んでいた。（ただしこの場合莉良のバスケの腕が低いという理由は正当なので、ジョシュアに完全に非があるとは言い切れない）
2025年度第6話では2年前のそのまがポンに厳しい言葉をかけたのとは対照的に、瞳の頑張りは認めた上で頭ごなしに押し付けずに諌める最年長のお手本らしい優しさを見せた。その後不意打ちで大甲冑にロックされてしまうが、瞳が大甲冑を破壊したことで元に戻った。
太田帯行（おおた たいあん）
2024年度から加入したてれび戦士の1人。関西弁で話し、ついつい周囲にツッコミを入れたがってしまう癖がある。画面に映った時点で既にてれび戦士に加入していた。ジョシュア同様落ちていたねんリングを拾った模様。
第7話では袖と本体が分離している服を着てきた冴姫のことを「半端袖」と呼んだため、彼女を泣かせてしまう。本人に悪気は無かったため反省していなかったが、琉月やモクには「デリカシーが無い」と怒られた。その後冴姫が1人でグルグルに立ち向かおうとしていることを知り、琉月と共に現場に駆け付ける。第8話では冴姫が歯車化された光景を目の当たりにしたことでモクとリンクしようとしたが、グルグルにはすぐに逃げられてしまった。グルグルを探しても見つかる気配がなかったため苛立ち、モクにサイケデリックなデザインのTシャツをを罵倒されて喧嘩にまで発展してしまう。仲裁した琉月に「これが冴姫の気持ちだ」と諭されたことで反省、「自分が大事にしているものを茶化されるのは嫌」と気付きモクに謝罪した。その後一度はグルグルに返り討ちにされたモクに対し「根性無しのダサ仮面」とわざと罵倒して怒らせ、「その怒りをグルグルにぶつけろ」と諭して彼とリンク。大歯車を破壊して冴姫とソヨを救出、冴姫に謝罪して和解した（この結果2024年度第8話をもって、2024年度の新規加入てれび戦士4人は全員がキョボの木再生貢献並びに歯車家の被害者救出を達成したことになった。また帯行以外の3人の新人が救出した人間は全て民間人だったため、帯行は新人4人の中で初めて「敵組織の被害者になった先輩てれび戦士を助けた」という名誉に預かることになった）。
2025年度1話ではジオ前田や他の中学生てれび戦士ごと大甲冑にロックされたが、紫乃が大甲冑を倒したことで元に戻った。
2025年度第4話ではガラミに付き添っていたギーによってロックされてしまった冴姫を助けるため、ガラミのためにドーナツを提供。そのお陰で冴姫を解放してもらえたが、冴姫は恩人である筈の帯行に罵詈雑言を浴びせてしまい、その結果モクのサポートさえ突き放すほど精神を傷付けられてしまった。
2025年度第9話ではガラミが根は悪そうな人ではないと思っているが故に、「平和な世界を作りたい」というガラミの意見を支持したため、ガラミを激しく憎む冴姫と対立した。
11話ではガラミが「みんなと争いたくない」と発言したため、「ガラミの話を聞いてあげてほしい」と冴姫に言い聞かせるが、その間にメラメラとエナジーキューブをギーにバキュームされてしまう。しかもその後ガラミと仲良くしていたことを冴姫にカミングアウトされ、ハフォードにもいじられる。その後のエナジーキューブ探し中にハフォードと莉良が錠前化され、冴姫に罵詈雑言を浴びせられてしまうが、実はガラミの「てれび戦士を仲間割れさせる」という目論見を見抜いており、先回りしてガラミよりも先にエナジーキューブを回収し、そのままモクのジオノコ投げでギーを撃破。錠前化されたポタ、ハフォード、莉良、ギーの体内に監禁されたメラメラを救出した(なお帯行は2025年度の中学生てれび戦士並びに中2てれび戦士で初のジオ物語中でのガラクタ家被害者救出達成者となった)。その後ガラミから「冴姫は騙しやすいから騙した」と真相を聞かされ、「俺の仲間を馬鹿にするな！」とガラミを叱責したが、この発言が冴姫の誤解を完全に解くことになった。
寺尾佳之介（てらお けいのすけ）
2024年度から加入したてれび戦士の1人。マイペースでおっとりした性格（ポン曰く「熊さんみたいでかわいい」）だが、冴姫の回転ジオノコ投げを1回見ただけで真似をして成功させており、飲み込みが早く本番に強い（美音に言わせると「能ある鷹は爪を隠す」）。絵を描くのが上手く、高岸に紹介された際には歯車になったキョボの木の絵を披露していた。
2024年度第1話ではジョシュア、帯行同様画面に映った時点で既にてれび戦士に加入していた。単純な性格でもあり、てれび戦士に加入した理由も「先輩（そのま）がお菓子をくれたから」というものだった。
第2話では美音と冴姫のバレエ教室に乱入して2人を応援しており、冴姫から迷惑がられた挙句ズビーに追い出されてしまった。しかしその後も教室の前に居座っており、バレエをする冴姫の絵を描いていた。第3話では美音がジオノコ投げをしようとしたところを静止し、自分がやると宣言。冴姫の真似をして回転ジオノコ投げを成功させグルグルの大歯車を破壊。歯車にされたズビーと清掃員を救出した。この時してやったりのドヤ顔をしており、それを見た冴姫は（成功する筈がないとたかを括っていたこともあり）あっけらかんとした顔で「凄い」と絶句していた。
第9話ではポンと共にアキラを観察して10分おきに様子をメモしていたが、彼は2時間も鉄塔を見続けていたため疲れ果てていた。
なお佳之助は2024年9月の生放送でも琉月、冴姫と合同だったがグルグルの大歯車をジオノコ投げで破壊して歯車にされた萌衣を救出したため、「キョボの木再生貢献と歯車化被害者救出の両方を複数回達成した」初のてれび戦士になっている。（琉月もキョボの木再生貢献は2回目だが、ジオ物語では歯車化被害者の救出はできていないため)
ハフォード健汰郎（ー けんたろう）
2024年度から加入したてれび戦士の1人。英語表記は「hufford」。英語を交えて話す。偶然グルグルを撤退させることに成功したことをきっかけにてれび戦士に加入した（詳細は後述）。好奇心旺盛な性格で、ポタには「エナジーが溢れている」と評される。ただその性格ゆえに必要以上に人の話に首を突っ込む悪い癖がある。
2024年度第1話では冴姫・莉良・大馳が新しいてれび戦士を誰にするか話していたところを立ち聞きし、詳しく教えてもらおうと後をつける。その後グルグルが現れたため、やむを得ず琉月にねんリングをつけられたことでグルグルの存在を知る。そして煌翔がジオノコ投げをしたのを見て自分もそれを真似し、ポタの水鉄砲攻撃でグルグルの大歯車を破壊。歯車化したマスターとメラメラを救出し、キョボの木を一枝再生させた。
2025年度第11話ではガラミと帯行がいい感じになっていたと冴姫が話したため、「帯行はガラミのことが好きなの？」と揶揄った。その後のエナジーキューブ探しではふざけた態度で冴姫と莉良を宥めたため2人に逆ギレされてしまい、そのままギーの存在に気付かないうちに錠前化されてしまう。その後帯行がギーを撃破したことで元に戻った。
照井紫乃（てるい しの）
2025年度から加入したてれび戦士の1人。アクロバットとイラストを描くことを得意としている。正直者。
第1話では莉良からジオワールドにギーを連れて行ったという冤罪を追及されていたが、後に莉良から謝られ、ロックされた咲良・帯行・萌衣・ジョシュア・莉良・冴姫・ハフォード・大馳・幹太・心・前田・メラメラの12人を一気に救出した。なおこれは1回で（画面で確認できる範囲で）キョボの木再生と同時に救出した人数としては過去最高となった。
中村幹太（なかむら かんた）
2025年度から加入したてれび戦士の1人。鳥が大好きで、バードウォッチングをよくしている。
浅沼心（あさぬま ここ）
2025年度から加入したてれび戦士の1人。英語表記は「coco」。空手を得意とし、華麗な回し蹴りを披露する。
第2話では咲良と佳之助と共にジオノコ投げの特訓をしていたが、空手の癖で手がグーになってしまうようでジオノコが横になってしまうことを佳之助から注意されていた。しかし、第3話では「これが私のジオノコ投げなんです」とそのままジオノコ投げをしてギーを真っ二つにして倒し、ゴロンと咲良を救出した。
平岡嘉人（ひらおか よしと）
2025年度から加入したてれび戦士の1人。何でも1番になりたいという欲求が強い。瞳に半強制的にてれび戦士にされたと言っている。上から目線な瞳にうんざりしている。第7話では裕理と走力で勝負し、僅差で敗北した。その後もそれを根に持っており、最終的にはギーを倒そうとした裕理の手柄を奪うためにヤマバを連れて逃げた。第8話ではヤマバを救おうとするもののガラミに見つかった。その後裕理が時間稼ぎした後にヤマバと共に逃げることに成功。大甲冑をグルグルと倒してメラメラと裕理を救出したが、ガラミにテレゾンビを連れて追いかけられた。この時は裕理に助けられ、意気投合した。
清水瞳（しみず ひとみ）
2025年度から加入したてれび戦士の1人。上から目線な性格。関西弁で話し、お笑いや大喜利を得意とする。自分がてれび戦士のリーダーになりたいと思っている。
第5話では咲良に助けられようとしたものの、「助けてなど言っていない」と突き返した。ゴロンとジオノコ投げをしようとしたが、ギーの新攻撃「音波光線」によって妨害されてしまった上、ゴロンが吸われてしまったことで責任を感じていた。
第6話ではガラミとジオノコ投げの練習をしていたものの油断させる罠であり、ジョシュアをロックされてしまう。また「てれび戦士は情けない」と言われていたものの、「てれび戦士を馬鹿にするのは絶対許さへん」と真っ向から否定し、メラメラとリンクしてギーを撃破し、咲良・ジョシュア・ポタ・ゴロン・美容師を救出した。
中嶋 スミレ（なかしま すみれ）
2025年度から加入したてれび戦士の1人。英語表記は｢Sumile｣。ポルトガル語を勉強中。
第9話でテレゾンビが落としたエナジータンクを見つけてエナジーを取った。その後ジオワールドで冴姫とタイアンが対立している様子を見て「てれび戦士の戦士とは争うことなのか」と疑問を持っていた。また、エナジータンクの場所をガラミに聞かれ、「エナジータンクを見つけたらてれび戦士とは争わない」と約束した。この際、ギーに自分のエナジーが吸われたときには「エナジーをたくさん見せてやる」と2つ目の約束をした。第10話で1つ目の約束を守らなかったガラミに怒り、大甲冑を破壊。錠前にされたソヨ、ポン、冴姫を救出した。しかし2つ目の約束をエナジーをこぼすという形で守られたことを見て喜んだ。

### ジオビー
ジオワールドの住人。「ジオ○○」と名乗る。現実世界に行くこともできるが、キョボの木の力が弱まっている場合は長居できない。
ジオ高岸（演：高岸宏行（ティモンディ）〇）
キョボの木の世話係。第1話で初対面した琉月曰く「やばそうな人」。語頭に「結論から言う！」というのが口癖だが、その後に言う事は誰でも分かるような事ばかりで、ジオ前田やてれび戦士に度々突っ込まれている。
「結果を出したら褒める」主義らしく、てれび戦士がキョボの木を再生させると必ず褒め、時にはオーバー気味に褒めることもある。ただしキョボの日以外のエナジー奪還には参加しない。またお人好しな性格でもあるらしく、2月のキョボの日ではイワクラから渡されたチョコレートを受け取ろうとしてモクに窘められている（なおチョコレート自体は怪しい物ではなかった模様）。
第2話ではピッチャーのようなフォームで慶にジオノコ投げの方法を伝授し、「強くなるためにはまず体を鍛えるべき」と主張していた。
第30話ではキョボの木のエナジーが根こそぎ奪われたことで憤慨。さらにガラクタ博士の見張りとして現実世界へと向かう。モノコに「諦めない気持ちはどうやったら身に付くんだ」と尋ねられ、「ご飯をいっぱい食べればいい」と威勢よく返したため「適当に言ってない…？」とポンに突っ込まれた。その後、キョボの木の力が弱まったことで現実世界から消滅してしまう。
演じた高岸は2020年度の「天てれ超学校」にゲスト出演していた。
ジオ前田（演：前田裕太（ティモンディ））
ジオワールドの頭脳。「ジオ全書」という本を持ち歩いている。
第2話では高岸とは対照的に「心を鍛えるべき」と主張して口論になり、慶を呆れさせた。高岸同様キョボの日以外のエナジー奪還には参加せず、裕理の勇敢さに対して良い反応をしないなど、高岸より若干冷たい印象。
ボードゲームが好きらしく、第16話では「ボードゲームは俺の命だ」と白熱しながら煌翔達と遊んでいた。その後17話では高岸が冴姫を褒め、煌翔とアーサーと萌衣が冴姫に詫びる中、ただ1人冴姫を気にかける事もなくボードゲームに熱中しており、冴姫に呆れられている。
第30話では「てれび戦士全員の心を1つにした『ジオノコオールバースト』ならバアゾンビを倒せるかもしれない」と進言する。その後、学校に現れたガラクタ博士に「モノバアが暴走してしまった」と相談されたが、「実験に失敗はつきもの」と笑っていた彼に対しては「無責任すぎる」と言い返していた。モノバアの処遇を巡って対立した美音に「てれび戦士やめればいい」と言いかけたそのまを静止し、その言葉が本心でないことを聞き出した上で「言葉は人を傷つける」「自分の言葉は選ばないと」と諭していた。その後、キョボの木の力が弱まったことで現実世界から消滅してしまう。

### ジオノコ
ジオワールドの精霊。子供のエナジーを糧に生きている。ねんリングを着けている人にしか見えない（第17話の高岸の発言によると、動物にも視認されない模様）。
メラメラ（声：山根綺）
火のジオノコ。燃え盛るシーサーのような姿をしている。一人称は「おいら」で語尾は「～メラ」。熱血な性格だが揉め事は嫌いなようで、第11話や第28話ではてれび戦士同士の対立を諌めている。
また高岸曰く「気になったことがあると放っておけないタイプ」らしく、第4話では昨日の夕食に食べたものを聞きたいという理由だけで裕理を呼び出したこともある。
初登場は第1話。琉月と初対面した際には人形呼ばわりされ立腹していた。性格も起因して琉月から煙たがられることもあったが、リンクしてテレゾンビを倒したことで彼女を絆を深めることができた。
第11話では礼と琉月と一緒にエナジータンクを探しに出かけるも、高圧ガスが入ったボンベをタンクと勘違いして接近しようとしたため2人に止められた。その後喧嘩を始めた2人を仲裁しようとするが、逆に責任を押し付けられたため怒って逃げ出してしまう。第12話では反省した2人の前に現れ、モノオ追跡に協力した。
第22話ではモノコに気安く話しかけようとした向一朗を心配していた。その後慶と共にリンクしてタンクを壊そうとしたが、寸前で現れたテレゾンビに激突してしまった上に、そのテレゾンビにはエナジーが入っていなかったためエナジーが解放されることもなかった。第23話では咲良が慶への嫉妬をきっかけにしてエナジーが溜まったことを知り駆け付けたが、それを本人の前で堂々と指摘したため怒られた。咲良とリンクし、エナジータンクを立ちはだかる2体のテレゾンビごと体当たりで破壊した。
第29話ではポンを馬鹿にされたことで激怒したそのまの怒りパワーで火力が増加、体も一回り大きくなる。そして鍔迫り合いの末バアゾンビの頭部を破壊した。
2024年度第1話では新入りのジョシュアと帯行を歓迎していたところ、ヤマバとグルグルが自らの理想をてれび戦士に押し付けようとしたため、これに反発。自分達に逆らったとして、グルグルの呪いで傘歯車を組み合わせたような姿にされてしまう。その後ハフォードがポタと協力してグルグルの大歯車を破壊したことで事なきを得た。
第5話ではアキラにねんリングを渡そうとしていた咲良を「ジオワールドのことは秘密だ」と必死に止めていた。その後咲良とアキラを標的にしようとしていたグルグルを見つけ、慶とリンクしたが逃げられてしまう。第6話では咲良とリンクを試みるも彼女が歯車化されてしまったため、改めて萌衣とリンク。大歯車を燃やして破壊した。
第11話では落ち込んでいた咲良に気分転換を提案し、「慶の誕生日ケーキを作る」というアイデアを思いつかせた。「アキラが自分達に不信感を抱いているためてれび戦士のことについて教えるべき」と提案した咲良には「絶対に教えてはいけない」と強く反対していた。第12話ではわざと囮になった咲良の後ろでこっそり慶とリンク。彼女が歯車化された瞬間に慶に投げられ、大歯車を炎上させた。
最終話ではアキラとリンクし、壊れた大歯車を破壊した。
2025年度第1話で紫乃にねんリングを渡した後、ギーに吸われた。その後メラメラの力を利用しキョボの木をロックした。
ゴロン（声：伊瀬茉莉也○）
石のジオノコ。小石が集まったような腕を持ち、頭には紫の水晶が乗っかっている。一人称は「オラ」で語尾は「～ゴロ」。楽観的でのんびり屋、石を食べるのが好き。ソヨとは仲が良く、彼女が歯車化してしまった際には自ら助けに行くことを申し出たほど。
初登場は第1話。テレゾンビにエナジーを吸われかけた眞生を救出した。
第2話では慶に対し近くにテレゾンビがいることを教えたが、彼が逃げ出してしまったことには突っ込んでいた。第3話では慶を励まし、テレゾンビを倒しに行かせるきっかけを作った。
第11話では「モノノ家がタンクにエナジーを貯めていた」という証言をした。
第17話では犬のワン太郎が自身を認識できていると思い込み、ワン太郎に話しかけていたところ返事を返された（実際は煌翔が話していた）ため驚く。そして自身の体重が1tあることをワン太郎に教えるも、煌翔がそのま・咲良・高岸・前田に教えてしまっていたため激怒。ワン太郎を問いただすも、煌翔に「自分がワン太郎のふりをしていた」「体重が1tあったって気にする必要はない」と言われさらに怒って飛び出して行ってしまった。しかし1人でいたところモノオとテレゾンビに遭遇して襲われてしまう。第18話ではすんでのところで駆け付けたそのまと咲良に救出されたが、博物館まで追い込まれてしまう。自身を庇った煌翔の謝罪を最初は拒否するも、彼も「マスターの土器を壊した」という秘密を明かしたことで煌翔を許し、リンクしてテレゾンビを押し潰した。
第25話では自分達の使命と心が芽生えかけたところでいつもリセットされてしまうモノコが抱える宿命の間で葛藤していた眞生の前に現れ、「分からなくても大丈夫」と励ました。彼とリンクし、体当たりでテレゾンビ2号機の右腕部分を破損させた。
2024年度第4話では学校の理科室で迷子になっていたところでグルグルに遭遇。ジョシュアと莉良を案内するが、鉱物標本に見とれてしまっていた。ガラクタ博士が手違いで実験室に落下させてしまった大歯車をジョシュア・莉良と連続リンクした上で破壊。ソヨとバスケットボール顧問の先生を元に戻した。その後ソヨが無事に元に戻ったことが相当嬉しかったらしく、2匹で笑っていた。
声を担当した伊瀬は前々作「天才てれびくんYOU」にて臭のもじもん・すめりーの声を担当していた。
ポタ（声：矢部太郎（カラテカ）○）
水のジオノコ。中に魚がいる水滴（先端は水風船の如くゴムに近い形状）のような見た目で、側頭部にはシュノーケルのような部位がある。一人称は「ボク」で語尾は「～ポタ」。
温厚だが内気で臆病な性格で、自分に自信がない。奮起すると体色が赤く変わる。ただしキョボの木再生に貢献した回数はジオノコの中では多い方である。
第5話で初登場。冴姫と莉良に気付いてもらえず、「存在感がない」と落ち込んでいた。現実世界に戸惑っており、隙あらばジオワールドに帰ろうとしていた。大馳がリンクするために投げ飛ばされかけた際には頭を掴まれただけでも驚き、彼がモノオ達に強い言葉で威嚇していたのもあってパニックになっていた。第6話でもテレゾンビに怯え続けていたが、大馳やアーサーとリンクした際だけは強気な性格に変わっていた。テレゾンビを撃破し冴姫と作業員の男性を元に戻すことには成功したものの、てれび戦士2人分のエナジーを注ぎ込まれたのは相当な負担だったらしく、アーサーに投げられた際には「もう限界」と叫んでおり、テレゾンビ撃破後はフラフラになっていた。
第13話では現実世界へ飛び出していった裕理を引き留めようとするが、彼が「カエルテイの居場所がわかったらすぐ帰る」という約束を無視して「ここまで来て帰るわけにはいかない」と言い始めた際には困惑し眞生を呼んできた。第14話では裕理が裏切った（実際はふりをしていただけ）光景を目撃し非常に慌てていた。だが演技だと判明した際には彼に同行していた。裕理とリンクした際には一度はテレゾンビに吸い込まれてしまうも、内部からショートさせ爆破に成功した。
第21話では裕理に対し「すぐに暴走するから張り切りすぎないでほしい」と言ったが、「人のやる気を無くさせるのが上手い」と返答された上に中の魚を馬鹿にされて激怒。しかしその拍子で彼が自身を視認できなくなってしまった際には驚いていた。最初は裕理のことを許していなかったが、エナジー道場から帰ってきた彼の謝罪を受けて酷いことを言ったことを謝罪した。
第30話では斗葵・冴姫・大馳と共に学校まで逃げていたところ萌衣と莉良に救出される。そして2人と同時にリンクし、体色が赤くなって巨大化。体内の魚を射出してバアゾンビの頭部を破壊したが、撃破と同時に元のサイズに戻ってフラフラになってしまった。
2024年度第1話ではグルグルを撃破しようとそのまとリンクしたが避けられて失敗、力を使い果たして萎びてしまった。煌翔とリンクしてもほとんど飛距離が伸びずに失敗してしまったが、そこに現れたハフォードのエナジーで川の水を取り込み巨大化。口から水鉄砲を噴射してようやくグルグルを倒すことに成功した。
第9話ではメラメラに「アキラから強いエナジーを感じる」と伝えられ、裕理と共にアキラを守りに行く。だが特に進展が見られなかったため先にジオワールドへ帰った。第10話ではグルグルとヤマバに追い詰められた裕理を助け、赤く巨大化した状態で電線の電気を帯びて大歯車をショートさせた。
声を担当した矢部は前々作「天才てれびくんYOU」にて勇のもじもん・いさましうすの人間態を演じていた。
モク（声：竹内良太○）
木のジオノコ。頭が茶色で顎から下が緑色の龍のような見た目。この龍のような頭部は2024年度第8話にて仮面だと判明している。一人称は「わたくし」で語尾は「～ですぞ」（ジオノコ達の中では唯一自分の名前が語尾になっていない）。ジオノコの中ではメイン回が最も少ない。
紳士的な性格で、丁寧な物腰で話す。驚いたり興奮したりすると中の小人のような本体が見え、口調が関西弁に変わる。仮面を馬鹿にされると激怒し、普段の冷静さが嘘のように鳴りを潜める。また、弱い者には手を差し伸べる優しさも持ち合わせており、帯行が誤解から冴姫に辛辣な態度を取られた時には冴姫の説得役を買おうとしたこともある。
礼儀正しい性格で、初登場した時には視聴者に向けて挨拶をしていた。またジオノコの中ではかなりのしっかり者らしく、2月のキョボの日では高岸に手作りチョコレートを渡してエナジーを回収しようとしたイワクラに対し、チョコレート自体も「中身が何か分からない物」と怪しんで高岸に受け取りを拒否するように促している。
初登場は第9話。斗葵のヒーローごっこ相手として悪役をやっていた。第10話ではベルトを奪われて意気消沈していた斗葵に「本物のヒーローはたとえベルトが無くても戦いに行く」と声をかけた。その後テレゾンビ撃破に成功し、莉良、マスターとカフェの客2人を元に戻すことに成功した。
第19話では美音と感情表現の練習をしていたところモノコが現れ、「ハッピーについて教えろ」と訪ねてきた彼女に対しては「感情の無いあなたには分かるまい」と言っていた。第20話では向一朗を美音達の元へ呼んだところモノコが充電切れを起こした光景に遭遇するが、モノオに対して怒りを露わにする美音とリンク、木の根で拘束したテレゾンビを自らの翼で切り裂いた。
第26話では周囲がモノコを巡って対立している向一朗の話を聞いていたが、ちょうどそのタイミングで彼女本人が現れたため驚いていた。モノコが図鑑に載っていたタコを食べたいと言い出した際には「たこ焼きは私のソウルフードですぞ」と語っていたが、箱ごとかじり始めた際には突っ込んでいた。第27話では向一朗とリンク、ハートのオーラを纏ってテレゾンビ2号機の左腕を破壊した。
なお2023年度のキョボの日に登場した際は2回続けて敗北していたが、2月のキョボの日で遂に初勝利した。
2024年度第7話では冴姫を傷つけて泣かせた帯行を「デリカシーが無い」と非難していた。第8話ではグルグルがなかなか見つからず苛立ちを募らせる帯行を落ち着かせようとするも、「エセ紳士」「ダサい仮面」呼ばわりされて激怒してしまうが、最終的に琉月の言葉で冷静さを取り戻した。その後琉月とリンクしてグルグルを倒そうとするもデコピンで弾き飛ばされて自信を失ってしまうが、帯行にわざと罵倒されたことで湧き上がった怒りエネルギーで仮面を巨大化させて投げ、大歯車を噛み砕いた。
声を担当した竹内は前々作「天才てれびくんYOU」にて力のもじもん・どみねすとろんぐの声を担当していた。
ソヨ（声：井口裕香）
風のジオノコ。下半身につむじ風を纏った狐の姿をしている。上品な女性のような声で会話し、一人称は「あたい」で語尾は「～ソヨ」。
プライドが高く、怒ると頭に雷が現れ突風を起こす。ただし素直に言う事を聞いてくれる相手に対しては多少の我儘も受け入れる一面がある。好物は油揚げ。登場回数は少なく、2023年度のキョボの日生放送に唯一登場していない。また、滅多に見せることはないが、笑うとつむじ風にピンクのハートが現れる。
初登場は第7話。テレゾンビ撃破の練習をするポンにジオノコに見立てたボールを当てられた上、テニスラケットでボールを打とうと提案した彼女に立腹していた。その後はそのまに付いていきポンを見守っていた。第8話ではテレゾンビがジオノコ投げを躱した際、ポンが素直に自分の力を借りようとしたことから「ラケットで打てば当たる」という彼女の発言を思い出し、ラケットで打たれるのは許さないと言っていたにもかかわらず自分をラケットで打つように命令し、ボールのような姿になって体当たりし、テレゾンビを撃破。エナジーを奪われたテニスをしていた男女4人及びそのまを元に戻すことに成功した。
第15話では冴姫の元に突っ込んでいった際に髪型を崩してしまい、ヘアセットの大切さを力説されていた。第16話ではタンクのことを証言し、「あたいは冴姫のことを信じる」と声をかけた。その後煌翔達3人から非難された彼女に対して「皆がどう言おうと自分の意思を曲げちゃダメ」と励まし、エナジーを溜めさせた。そして冴姫とリンク、テレゾンビを吸い込んで撃破した。
第30話では商店街にバアゾンビが現れたことを知り、自分が時間稼ぎをすることで犠牲にならなかった煌翔・咲良・裕理を逃がす。
2024年度第2話ではいなくなった冴姫を探していたところ公園でバレエのターンの練習をしていた彼女を発見、こっそり彼女を応援していた。第3話ではグルグルを前にして委縮してしまった冴姫に対して「陰で努力してたのを知ってる」と元気づけた。しかし彼女が投げる方向を間違えたため、グルグルではなく柱に衝突してペラペラになってしまった。佳之介とリンクすることになった際には「やっと回復したのに不安しかない」と自信を喪失していたが、彼の回転パワーで竜巻を発生させグルグルを倒した。
2024年度第3回生放送でグルグルに歯車化されてしまうが、同第4話でジョシュア、莉良の二人とリンクしたゴロンが大歯車を破壊したことで元に戻った（なおゴロンにお礼を言っていたところを見ると、ゴロンとジョシュアと莉良が救出した事は元に戻った後で聞かされたものと思われる）。
第7話ではグルグルの甘い言葉に騙された冴姫を庇って歯車にされてしまう。その後第8話で帯行がグルグルの大歯車を壊したことで救出されたが、同時に救出された冴姫とは違い、救出されたことを完全に忘れられていたらしく、「あたいも（救出されたことを）忘れないで」とアピールしていた（尤もこの場合、ソヨが歯車にされたことを知るのは冴姫ただ1人である上に、その冴姫が歯車化されたためにその時の記憶を失っているという事情もある。事実高岸でさえソヨが無事だったことには触れていなかった）。26話でも歯車にされたが、ジョシュアに救出された。

### モノノ家一味
キョボの木を枯らした2023年度の敵組織で、モノワールドを支配している。家紋は「モノノ家」と中に書かれた円。
テレゾンビをけしかけて人々のエナジーを吸い取ったり、てれび戦士からねんリングを強奪しようとしたりしている。
モノバア（声：清水ミチコ〇）
モノノ家の当主でモノコの祖母。デジタル映像の外観をしているが、これが本体なのかダミーなのかは不明。サングラスのようなものを掛けており、右目だけが赤く光っている。
ガラクタ博士やモノオ、カエルテイに対しては冷たい態度を取る一方で、孫のモノコは溺愛している。事実第8話でモノオに説教している途中だったにもかかわらず、モノコに話しかける際は猫撫で声になっている程のいわゆる孫馬鹿である。しかし後述する第28話では彼女に対する態度を改めたように、彼女が愛するのはあくまで「自分に対して従順で何でも命令を聞くモノコ」だけである。
第7話ではモノオに通信を掛けるも、応答に出たのは彼ではなくたまたま鏡を見つけたポンだったため慌てていた。第8話ではポンに「化け物ばあちゃん」と名前を間違われて憤慨していた。
第11話でガラクタ博士の発言により、「エナジーにより永遠の命を手に入れる」ことが目的であることが判明した。
第21話では裕理のねんリングが故障して通信が混線してしまった際、ポンにエナジーを集める目的を問われ「全てをモノノ家のものにする」と返していたが、「ジオワールドが消え去ってジオビーとジオノコがいなくなれば」と言ったところで通信が途切れてしまった。
第28話ではガラクタ博士の話も聞かずに向一郎から貰った人形を鳴らしていたモノコに「その不気味な人形、今すぐ捨ててきな」と命令するが、モノコはそれを拒否。するとそれまで溺愛していた彼女への態度を一転、「いつまで経ってもねんリング一つ奪えないお荷物」「顔も見たくない」「今すぐ出ていけ！」と罵詈雑言を浴びせて追い出してしまう。その後、ガラクタ博士から「テレゾンビ2号機は何度でも自己再生できる、これはモノバアが望んでいる永遠の命と同質のもの」ということを教えられ、「2号機と私が合体すれば永遠の命を手に入れられる」と目論みついに現実世界へと現れる。そして第29話ではテレゾンビ2号機と合体、バアゾンビと化す。
第30話では「初めからこうすれば良かった」とジオワールドに侵攻、キョボの木のエナジーを根こそぎ吸い上げて再び枯らしてしまう。実はエナジーを求める欲が膨れ上がり暴走状態に陥っており、復活する度にモニターや声にノイズがかかっていた。モノコにバリアを破壊され、ジオノコオールバーストを受けて敗北、テレゾンビ2号機諸共破壊され消滅した。
声を担当した清水は1999年～2000年度の「天才てれびくんワイド」および2003年度の「天才てれびくんMAX」で「なりきりシンガーズ」の司会を担当したことがあり、天才てれびくんへの出演は2009年の「祝!ETV50 緊急調査 天てれヒストリー」以来14年ぶりとなる。
モノコ（演：臼井愛理）
モノバアの孫娘。黒いドレスを着ており、三つ編みに赤いリボンを編み込んでいる。第4話の前田の発言によると、本名は「モノノモノコ」。
堅苦しい口調で喋り、琉月達に自己紹介した際にも張り付いた笑みを一瞬しか浮かべないなど表情も硬い。人間界の常識にも疎いらしく、第1話では食事が乗っていない机にスプーンとフォークで傷をつけていたため、マスターから出禁を言い渡されていたほか、第4話ではモノオに「人に物をねだる時には丁寧に頼むべき」と諭され「それを私にくれ」と連呼していた。感性もずれているようで、第4話ではきょういちハッピーくんを見て「美味しそう」という言葉をこぼしている。
正体は人間ではなく少女型のロボットで、感情が欠落している。実際に、琉月達と初めて出会った際に「初対面の相手に自己紹介するのが人間の礼儀だったな」と発言する、およそ常人の物とは思えない走力や跳躍力を発揮する、向一朗が妥協で渡したきょういちハッピーくんを持った瞬間ショートしてしまう、モノオに充電された上で電波増幅器を搭載され目が光る、アーサーに雨女と間違われた際に「雨は錆びるから嫌い」と発言する、モノオが調理したCPU基盤を食べて「スパイシー」と評しているなど、人間ではないような描写が散見される。だが、後述する第17話以降は感情が芽生え始めているようなシーンも見受けられる。
彼女も祖母同様ガラクタ博士には厳しく、第8話ではポンに撃破されたテレゾンビを「ガラクタ」と酷評している。一方で礼儀は守る性格らしく、斗葵がテレゾンビを撃破した際には彼から奪ったデンリキマンのベルトを素直に返している。
またかなりの大食いでもあるようで、第12話ではラーメンを40杯も平らげ、ラーメン屋の店主と店員を驚かせた。
第17話ではカフェにいた煌翔を尾行、ワン太郎の真似をして聞き出したゴロンの秘密を明かしたり、縄文土器のレプリカを壊したのをワン太郎のせいにしていた様子を見ていた。第18話ではゴロンを怒らせてしまった煌翔に「お前が嘘をついたせいでゴロンは犬を友達だと思って秘密を話したが、それをそのま達に話した」「土器を壊したのもお前なのに、犬が壊したと言っていた」「『噓も方便』と正当化するお前のような最低な人間にねんリングを持つ価値はない」と追い打ちをかける。しかしそれがきっかけで煌翔は後悔しエナジーが溜まった上、彼をテレゾンビの元に案内するなど明らかな利敵行為を行っていた。テレゾンビが倒されたあともさっさと撤退しようとせず、煌翔を見て頷いていた。
第19話ではカフェで「ハッピーパンケーキ」を注文したが、モノオにフライパンにされてしまったため怒って腹いせにマスターのエナジーを吸い取って帰ってしまう。邸宅できょういちハッピーくんを取り出して「ハッピー」について改めて考え直しており、美音の学校へと向かう。図書室にいた美音の前に現れ彼女と親交を深めるが、自身をリセットすべくモノワールドに連行しようとしたモノオに対してテレゾンビをけしかけて拘束させる。第20話では自分のハッピーについて楽しそうに語る美音を「お前からは感情が出ている」と評していたが、商店街の人々からエナジーが奪われている光景を目の当たりにし「エナジーを返してもらう」とモノオの元へ向かおうとしていた。しかし「もう少しでハッピーのことが分かるはずなのに、メモリーを消されてしまうと全て台無しになってしまう」と美音に止められて思い直し、向一朗に来てもらってハッピーについて教えてもらうことになった。しかし向一朗が到着寸前のところで充電切れになってしまい、モノオも現れてしまう。テレゾンビが美音とモクの手で倒されたことで一度は助かったと思われたが、その直後モノオに連れ去られガラクタ博士の手でリセットされてしまった。だが、リセットされる瞬間には美音と過ごした思い出が走馬灯のように流れ、オイルの涙を流していた。
第24話ではこの経緯もあって、モノコと交流をした経験があるために「モノコと話し合うべき」と考える向一郎・斗葵と、モノノ家を激しく憎むそのま・萌衣が対立することになってしまった。モノオに連れられてねんリングを奪いに向かったが、公園に到着した際に第10話で斗葵に取引を持ち掛けた記憶を断片的ながら思い出していた。斗葵のことも最初は忘れていたが、デンリキマンの変身ポーズを見せられ思い出と使命の狭間で葛藤し彼のねんリングを奪おうとする。その後駆け付けた眞生から「楽しいとかハッピーとかの想いはあるのか」と尋ねられ、それがきっかけとなり第4話・第9話・第20話での向一朗・斗葵・美音との交流を思い出した。第25話では眞生と対話して「自分達の目的は知らない」としていたが、そこへ現れたモノオに再度リセットされてしまう。
第26話では炊飯器を奪ってくるようガラクタ博士に命令され、花咲町をうろついていた。そこで出会った向一朗に「モノバアやガラクタ博士の指示を聞くだけで楽しいのか」と尋ねられたことで「色々なことを知りたい」という願望を吐露。図書館で様々な図鑑を読んだり（一瞬めくっただけで全てのページを記憶していた模様）たこ焼きを食べたりしていた。そして向一朗に「私は今日1日ハッピーだったぞ」と感謝したが、モノオに「そんな感情は必要ない」とやはりリセットされてしまった。第27話では向一朗に「テレゾンビ2号機をパワーアップさせるのはモノコちゃんのやりたいことなのか」と諭されたことでリセットされた彼との思い出を思い出す。かつて彼に語った「自分の物を持ってみたい」という願いに対して彼は人形（本人が持っている物のように押すと音が流れる）を作ってきてくれたため、感慨深そうにそれを握りしめていた。モノワールドにも人形を持ち帰っていたためモノオに奪われそうになったが、「これは私の物だ」と制止していた。
第28話ではガラクタ博士の話も聞かずに向一郎から貰った人形を鳴らしていたところ、モノバアにその人形を「不気味な人形」呼ばわりされた挙句捨てるように言われるがこれを拒否。自分に楯突いたことに激怒したモノバアに罵倒され追い出されてしまう。花咲町でも人形をずっと押し続けていたが、信号が変わっていたのに気付かず危うく車に轢かれかけたところを美音に止められた。事情を話してただ頷くだけだったが、「友達になってほしい」という彼女からの提案を受け入れた。後日、ポンとそのまと友達になろうと手を差し伸べるも、「信頼できないから」という理由で拒否されてしまう。第29話では「許してほしいならそいつ（美音）からねんリングを奪え」とモノバアに言われ最初は拒否するが、強く言われたことで指示に従ってしまう。だがそれでも美音が自身のことを友達だと呼んだことで罪を自覚、ショートを起こしてしまう。そのまとリンクしたメラメラの攻撃を受けかけたモノバアに「何とかしな」と言われ庇おうとするも、咄嗟に美音が腕を引っ張ったことで事なきを得る。その後、頭部を破壊されたバアゾンビを見つめて呆然としていた。
第30話では「モノバアの暴走を止めるぐらいだったら2号機ごと破壊しても構わない」というガラクタ博士の発言に対し「モノバア様が消えたら私はどうしたらいいかわからない、助ける方法はないのか」と反対する。学校へと向かったバアゾンビの前に現れ、「私はモノノ家の一員だが、てれび戦士とは戦いたくない」と説得を試みる。だがバアゾンビは自身の説得も聞かずに美音のエナジーを奪って立ち去ったため、「あれはモノバア様じゃないから倒していい」と考えを改める。カフェでのそのまの謝罪を受け「私はお前たちと友達になりたい」と決意したことで、全員のねんリングを同時に光らせた。そして無気力になっていた美音の代理としてそのまから彼女のねんリングを渡され、ジオノコオールバーストに参加した。一度はバアゾンビが張ったバリアに受け止められてしまうも、球体に変形した状態でモノオに投げられてバリアを破壊。バアゾンビの隙を晒すことに成功した。一時は行方不明になっていたが無事に生還したようで、後日美音と再会した際にねんリングを返却し「美音はずっと私の中にいる、友達だからな」と声を掛けた。
なお一時的にてれび戦士の扱いを受けたことは、「天才てれびくんYOU」で友のもじもん・とぅーもんが御法川マサオという少年に化けて3日間のみてれび戦士として加入したことを彷彿させる。
2024年度ではモノノ家が崩壊した後のため登場していなかったが、ポンが歯車家に加担したアキラと裕理の関係に苦言を呈した際に美音が反論する場面で2023年度の回想シーンに登場した。また最終回で再登場。モノオと共にてれび戦士に協力し、アキラを倒すことに貢献した。その時には髪を切っておりおかっぱになっている。
ディレクターの佐藤大輔によると、「地球の常識や人間の感情を知らないアンドロイド」という設定を守るために常にまばたきをしない、感情を一切排除する、冷たく早口で喋るといった演技ができるかどうかをオーディションでチェックした結果、最終的に臼井がキャスティングされることになったという。
モノオ（演：上野勇希）
モノコの執事を務める男性。袖を捲った和服を着ている。モノバアやモノコといった目上の相手には物腰の柔らかい敬語で話すが、それ以外の相手に対してはオカマっぽい女性口調で喋る。かなりの力持ちでもあり、モノコを肩に乗せるようにして担ぐこともできる。一方で頭はそこまで良くないらしく、第12話ではエナジータンクが入っていた箪笥と間違えて洋服が入った箪笥を回収してしまい、モノバアから「お前は脳みそまで筋肉なのかい（つまり脳筋）」と叱られていた。一応給料は支払われているようだが、カエルテイ共々待遇は良くないようで、第14回では値段の安い食べ物ばかりを購入していた。
「モノコ様オタク」を自称しており、第5話では彼女の顔がプリントされたタンクトップをアーサーにプレゼントしようとしていた。一方で彼女が人間らしさを得ることを良しとしておらず、あくまでも「私のかわいいお人形」と物扱いしている。
第7話ではテレゾンビを強く叩いた際に力を入れ過ぎて暴走させてしまい、その隙にテレゾンビを追跡できる鏡を落としてしまう。第8話ではモノコ共々テニスの審判の衣装を着ており、「テニス勝負」と称してポンのエナジーを奪おうと試みる。
第16話ではスイッチでタンクを出現させたり消失させたりを繰り返し、冴姫が煌翔達から信用を失ってしまう原因を作った。
第17話では怒って煌翔の元から去ったゴロンに目を付けたが、第18話ではテレゾンビが故障してしまいそのまと咲良に逃がされてしまう。
第19話ではモノコが食べようとしていたパンケーキをテレゾンビの攻撃でフライパンにしてしまった。その後、邸宅で物思いにふける彼女を見て「そろそろリセットした方がいいかも」という言葉をこぼしていた。そしてモノコのメモリーを消去すべく現実世界に来襲して連れ帰ろうとするが、彼女が呼んだテレゾンビに拘束されて動けなくなってしまった。第20話では充電切れでフリーズしたモノコの前に現れ、テレゾンビは美音とモクの手で倒されてしまうもモノコをモノワールドに連れ去ってしまった。その後も第25・26話にててれび戦士がモノコと絆を深めようとしたところに現れ、彼女の記憶を消去している。
第27話では暴走したテレゾンビ2号機を止めるためにモノコを背負ったまま奔走させられ、「テレゾンビ2号機なんかに頼るから」と呆れていた。モノコにテレゾンビを召喚させるもすぐにブラウン管テレビに変えられてしまい、慌てて逃げ惑っていたためモクに仲間割れ扱いされた。その後もテレゾンビ2号機が突っ込んできた際にモノコの後ろに隠れて怯えていた。
第30話ではガラクタ博士共々バアゾンビを学校の屋上で見守っていたが、バアゾンビの暴走によりエナジーを奪われてしまう（そのため彼はモノノ家一味で唯一のテレゾンビ犠牲者である）。その後、萌衣・莉良・ポタがバアゾンビの頭を壊したことで正気を取り戻し、カフェでおにぎりを食べていた際にガラクタ博士からの通信を受け取る。その後、バアゾンビのバリアに向かってモノコを投げて破壊させた。
2025年度では最終回で再登場。モノコと共にてれび戦士に協力し、歯車家を倒すことに貢献した。
ディレクターの佐藤大輔によると、モノコの正体がアンドロイドというリアリティーを出すために生まれたキャラクターであり、上野を起用したことやモノコが彼に運ばれるシーンが多いのもその一環である。
ガラクタ博士（演：岩井ジョニ男(イワイガワ)）
テレゾンビを生み出す和服姿の博士。かなりふざけた言動が特徴的で、それについてモノバアからは呆れられている。特にモノコと比較されることが多く、発明に関しても低評価を喰らうことが多いほか、モノコやナカノに酷評や嘲笑を喰らうこともある。ただし第12話ではエナジーを貯める新型の装置を開発したことから、珍しくモノバアに褒められていた。
かなり楽観的でもあり、モノバアの自分に対して叱っている言葉を他人事に捉えてしまうこともある。またおっちょこちょいな一面もあり、第25話ではテレゾンビ2号機のネジを1つ締め忘れてしまい、テレゾンビ2号機の緊急停止からのジオノコ投げを喰らって破損という事態を作ってしまった。
彼もまた人間ではない模様で、「錆止め油のジュースを飲んだ」という趣旨の発言をしていたことがある。
第13話ではついに現実世界へと足を踏み入れ、カエルテイやテレゾンビと共に巨大エナジータンクを建設していた。だが建設作業をカエルテイに押し付け、スーツ姿に変身してラーメン屋に出かけて行ってしまった。第14話ではタンク建設をサボっていたことを裕理と一緒にいたカエルテイに愚痴られていた。タンク建設予定地に辿り着いた裕理は名前を知らなかったらしく「チョビ髭」呼ばわりされていた（なお、本人は褒め言葉だと思っていた模様）。ポタに攻撃されかけた際には機転を利かせてテレゾンビに吸い込むことを指示するも、逆に内部爆発を起こしたため衝撃で山の向こうへと吹っ飛ばされてしまった。
第15話ではメインタンクに溜めたエナジーを使い、テレゾンビ2号機を制作中であることをモノバアに明かした。第16話では2号機の右腕部分のパーツを完成させた。
第23話では慶との関係性で悩んでいた咲良の前にスーツ姿で現れ、彼女の話を聞いて「あなたは嫉妬している」とアドバイスした。だがテレゾンビ2号機用のエナジーが足りないことをモノバアに叱責されていた現場を咲良に見られてしまい、さらに彼女がねんリングを付けていることにも気付いてしまう。
第26話ではテレゾンビ2号機の腕を直すパーツとして炊飯器の絵を描き、モノコに奪ってくるよう指示する。第27話では炊飯器を取り込んだところテレゾンビ2号機を暴走させてしまい、「元気が有り余っているようですね」と楽観視していたが、モノバアからは「直るどころか暴走じゃないか」と叱責された。だが終盤、テレゾンビ2号機の両腕を復活させた際には「これはもう最強だね」と褒められていた。
第30話ではモノオ共々バアゾンビを学校の屋上で見守っていたが、美音・そのま・ポン・モノコと出くわして捕まってしまう。そして「モノバアがエナジーのことしか考えられない暴走寸前の状態にある」と前田に相談を持ち掛ける（なお、相談中は美音たちと高岸によって逃げ出さないように見張られていた）。その後カフェに集まっていた一行にモノオ経由で通信をかけ、「頭部・胴体・両腕・尻尾の計5ヶ所にある核を同時に破壊すれば、2号機は自己再生できなくなる」と教える。
2024年度は歯車家に身を寄せ、ヤマバの配下となっている。グルグルの大歯車やシャリングの製造を任されているが、抜けているのは相変わらずでグルグルからは「すぐに調子に乗る」と呆れられ、ヤマバからも「歯車としての利用価値がある」としか見做されていない。更に途中から協力者となったアキラにさえ冷たくあしらわれている。
2024年度第4話では学校の理科室にグルグルがいる時に大歯車を転送してしまったため、グルグルが大歯車を装着できないままジョシュアと莉良の2人に大歯車を破壊されてしまい、ヤマバに叱責されてしまった。
テレゾンビ
ガラクタ博士が作ったアンドロイド。掃除機でエナジーを吸い取ることができる。また、当たった物を別物に変える「カラーバー光線」を放つこともできる。
ただし撃破されてしまうと吸い取ったエナジーが持ち主の元へ戻ってしまうなど、被害の爪痕は完全に消滅してしまう。また第1話の眞生のようにエナジーを吸われかけても第三者によってテレゾンビと距離を置かれればエナジーを奪われずに済む。第12話でエナジータンクを壊したことでマスターが元に戻ったことから、テレゾンビの被害者を救出するには「テレゾンビが奪ったエナジーを解放する」ことが必要だという詳細が判明した。さらに21話では、「テレゾンビがエナジーを保持している状態で倒さなければキョボの木は回復しない」ことも判明した。
現状倒すにはジオノコの体当たりを喰らわせるしかない模様。第6話以降ではジオノコの体当たりを躱すようにもなったが、現時点ではいずれも二度目の体当たりを喰らって撃破されている。また機械だけに水気は大敵らしく、第14話では裕理が投げたポタを吸い込んでしまったためにショートを起こして自滅に近い形で破壊されてしまうこととなった。
第7話ではモノコがリンクを試みるも上手く行かず、モノオに「モノコ様に恥をかかせるな」と殴られたところ暴走を始めてしまい、第8話ではそのまにテニスのボールをぶつけられたことでやはりどこかへ飛んでいってしまったことから、衝撃にも弱いことがうかがえる。
2025年度では古代遺跡の探索にジョシューが使用しているほか、デブリがエナジータンクの管理役として使用。またガラミもグルグルと嘉人を襲撃する際に使用した。
カエルテイ（演：蛙亭）
モノノ家の家来の男女コンビで男性がナカノ（演：中野周平）、女性がイワクラ（演：イワクラ）という名前。第4話で初登場。ナカノはお金にがめつい一面があるようで、電波増幅器を作成した報酬を要求してモノバアに窘められる場面があった。イワクラはモノバアの人使いの荒さに辟易している場面が見られる。
キョボの日の木曜生放送にも登場する。エナジーを奪うためにゲームに参加しているが、純粋にゲームを楽しんでいる描写が多く、モノノ家一味では最も人間らしい様子が見られる。またハロウィンやクリスマスが近い日にはコスプレを披露することもある。2月のキョボの日で高岸に手作りチョコレート（イワクラの話によると彼女が5日間徹夜して作った）を渡してエナジーと交換することを目論んだが、チョコレートまで怪しんだモクに拒絶するように促されたため不機嫌になっていた。コミカルな一面を見せながらも勝負事には本気らしく、2月のキョボの日には「自分たちが1勝するたびにジオチームを1人退場させる」というルールを強制したこともある。
第13話ではガラクタ博士と共に巨大エナジータンクの建設の見張りをしていたが、その際ナカノが「手伝った分の報酬が貰えればいい」と発言していたことから、モノバアのカエルテイへの待遇はあまり良くないことが窺える。その後イワクラの発案でねんリングを奪うべくモノノ家を裏切るふりをする作戦を行い、一度は裕理を騙すことに成功するも、眞生に「後ろでモノバアが怒っている」と嘘を吹き込まれた際にはあっさり引っかかって謝り始めていた。第14話では裕理に自分達が行った作戦と同様の嘘をつかれていたが、一切彼を疑わずエナジータンクの建設予定地を教えてしまった。
第22～25話ではナカノのみが登場。第25話ではテレゾンビ2号機が眞生に破損させられたのを見ると、ガラクタ博士を嘲笑っていた。
2024年度ではモノノ家がいなくなったことで経済的に苦しくなってしまったらしく、ジオビーに再就職することとなった。
テレゾンビ2号機
第15回にてガラクタ博士の口から存在が明かされた新型のテレゾンビ。
第22回では実物が登場。胴体に従来のテレゾンビの顔が、頭部にアンテナがくっついたドラゴンのような外観。
第24話の終盤で眞生・そのま・萌衣に襲い掛かるも、ガラクタ博士がネジを1本付け忘れていたため途中で動かなくなってしまった。
第27話で強化のためにマスターが所有する炊飯器を取り込ませたところ暴走し、モノコが召喚したテレゾンビさえもブラウン管テレビに変えてしまう。最終的に向一郎が左腕を破壊したことで漸く暴走が収まった。
第25話で眞生に右腕を、第27話で向一郎に左腕を破壊されているが、第27話終盤では破壊された両腕を自ら再生している。
また通常のテレゾンビとは異なり、パーツの一部分を壊すだけでもエナジーを取り戻すことができる。
第29話ではモノバアと合体し、胴体の3つあるモニターに彼女の顔が表示された「バアゾンビ」となる。その衝撃の余波はジオワールドでも感じられるほど。
第30話ではジオノコオールバーストをバリアで受け止めたが、モノコに破壊されそのまま消滅した。

### 歯車家一味
モノノ家に代わる2024年度の敵組織にして、モノワールドを新たに支配している一族。真の平等と安らぎを与えようと「全世界歯車化計画」を掲げているが、その本質は「何も考えることなく歯車家の言いなりになればいい」という過激な思想である。モノノ家とは敵対関係にあったことがヤマバの発言で判明している。

#### 上層部
ヤマバ（演：アンジェラ芽衣）
歯車家の当主の女性。一人称は「我」、二人称は「其方」。シャリングを付けている時は感情の起伏が非常に希薄で、淡々と話す。一方で怒ると非常に容赦なく、歯車家の計画を妨害するてれび戦士を「歯車を狂わせる錆」と見做しており、舌打ちすることもある。両手を胸の前で組むポーズをするのが特徴的。モノバアに比べると部下に対する態度はかなりドライであり、ガラクタ博士に褒め言葉をかけることもない。特にアキラを味方にして以降は彼を溺愛するようになったためか、ガラクタ博士はおろかグルグルに対する態度も冷たくなっている。
ただしこの性格はシャリングによって支配されているからで、元はかなり感情の起伏もある性格である。本人によるとシャリングについて調べていたところモノノ家に襲撃され、思わず助かりたい一心でつけてしまった様子。
踊りや手を繋いでいるなど「回転」・「結合」に関連する人間にシャリングを渡しては不適合者を引き当ててしまうため苛立ちを募らせている一方、利用できる人間としてアキラを度々狙っている。
第12話では真実を伝えることよりも咲良を助けることを優先した慶に去られてしまったアキラの前に現れ、「仲間外れにされたくなければこれをはめろ」とシャリングを手渡す。そして歯車化しなかった彼こそがシャリングの適合者だと確信した。
第24話でアキラを溺愛しすぎてついに命令をするようになったため、アキラの命令を受けたグルグルに裏切られ歯車にされた（後に謝罪された）。その後大馳によって大歯車が破壊され、元に戻った。その時には瞳の色が元に戻り、シャリングも消滅した（シャリングを付けていた間の記憶は失っていた）。
第25話で突然なれなれしくなったヤマバにそのまは驚いており、当初は歯車家のスパイと思っていたが、第26話では仲直りしており、さらに親しく触れ合っていた。
第26話以降はてれび戦士に味方し、最終話では歯車の書の解読を前田と共に手伝っていた。
2025年度第7話で再登場。デブリに婚約されたが、「我はそのものが嫌いです」と断った。また、セリフからこれまでに何度もデブリに婚約されていることが分かった。何度も催促された後、てれび戦士に迷惑がかかることを恐れついに婚約を受け入れた。第8話では嘉人の活躍により助かったものの、率先して助けに来なかったグルグルを問い詰めていた。その後ジオワールドに入り、デブリが邪念体に寄生されていることをジオ前田に忠告した。
グルグル（声：茶風林）
首に歯車が付いているカメレオンのような生物。一人称は「ワシ」で語尾は「～グル」。歯車光線を発射できるほか、舌がを伸ばして攻撃できる。大歯車を装備することで歯車力を上げることができるが、一度その能力を使うと疲れて眠ってしまう。ヤマバとはは昔からの知り合いで対等な関係らしく、彼女のことは呼び捨てしている。しかしヤマバがアキラを味方にして以降、彼女からの扱いはドライになっており、人間を歯車にしても褒められるどころか「当然のこと」と切り捨てられる有様である。ジオノコと同じくてれび戦士とリンクできる。
第1話では最初に彼の存在を知ったポンに新種のジオノコと誤認されていたが、ジオノコ同様ねんリングを装着する前のハフォードには視認できていないような描写がある。第5話でも攻撃を避けようと咲良に突き飛ばされたアキラが混乱していたため、ねんリングが無いと見えないようである。
第7話では帯行の言葉に傷ついていた冴姫を騙すべく、弱っているふりをして接近し「ヤマバやガラクタ博士にパワハラされている」と嘘をついて共感させる。その隙にソヨを歯車化させたことで冴姫は激怒したが、「『最低』は最高の褒め言葉」と本人は喜んでいた上で彼女も歯車化させてしまった。第8話では琉月とリンクしたモクを一度はデコピンで弾くが、帯行とリンクし直した彼の仮面に大歯車を破壊された。
第11話では慶がカフェに置き忘れたねんリングを無断で装着したアキラに見えるようになり、「てれび戦士や自分達のことがもっと知りたければ高台の公園に行け」と教える。
第24話でアキラの命令をしぶしぶ受け、ヤマバを歯車にした。しかしそのお陰でシャリングが壊れたことで彼女を正気に戻すことができ、その後はヤマバに謝罪している。
ヤマバがてれび戦士に味方してもアキラに従っていたが、アキラが味方であるはずのガラクタ博士を歯車にしたことを機に「もうアキラにはついていけない」とてれび戦士に味方し、エナジーキューブを出しやすくするためにキョボの木を歯車化してもらった。その後疲れていながらもキョボの木を元に戻した。
2025年度第7話で再登場。ヤマバを狙うギーを攻撃したが、敗北気味であった。またヤマバを連れだした嘉人を非難したほか、ヤマバがデブリの婚約を受け入れていたことには驚いていた。第8話では率先して助けに行かなかったことをヤマバに叱責された。その後名誉挽回のために嘉人についていき、リンクして大甲冑を倒した。この時は舌を伸ばし「ペロリンアタック」を使って倒した。
高木アキラ（演：志水透哉）
2024年度に登場。中学生てれび戦士達のクラスメイト。咲良によると花咲町に引っ越してきたばかりらしい。ねんリングは持っていないためジオノコやグルグルは視認できず、てれび戦士を不審に思うこともある。
学校では図書委員を務めており、綺麗な石が好きなため咲良と意気投合している。運動も勉強もできるが、周囲に流されやすい性格。「親の都合でまたすぐに転校するかもしれないから」という理由で部活動にも入っておらず、友達も作ろうとしていない。「…どうだろう」が口癖。
第1話では校内で迷子になってしまい、一行が掃除していた音楽室に辿り着き煌翔に図書室の場所を教えてもらっていた。
第5話ではかつててれび戦士に誘われねんリングを渡されていたが、断ってすぐに返却したことが咲良の回想で明かされている（なお本人は演劇の出演への勧誘だと思っていた）。その後咲良の誘いで図書館に向かっていた際、グルグルに狙われた上に慶がメラメラとリンクした光景に出くわすが、彼自身はグルグルやメラメラが見えていなかったため混乱していた。その後惹かれるように歯車化した人間を眺めながら「面白い」と評しており、ヤマバに誘惑されそうになったところを咲良に腕を引っ張られ無理矢理図書館へと連れて行かれる。第6話では咲良達と共にコロッケや河川敷を楽しみ、最後に図書館を訪れた。だがヤマバに気付いた咲良が自分を無理に帰らせようとしたことで不信感を募らせ、「何を隠しているのか教えてほしい」と詰め寄る。だがそこにグルグルが現れて大歯車を装備したため、訳もわからず図書館内を逃げ回ることになる。咲良と慶が歯車化した光景を目の当たりにするも、元に戻った2人からは詳細をはぐらかされたため落胆。河川敷で咲良に渡そうとしていた石を捨てていたところに現れたヤマバにシャリングを渡されたが、彼女を無視してそのまま立ち去った。
第9話では2時間以上も鉄塔を見続けていたため、理由を尋ねてきた裕理に対し「鉄塔は何も喋らないから気を遣ったり遣われたりする必要が無い、鉱石もそれと同じで完成されている存在」と答えた。その後現れたグルグルから逃げる際、鉱物図鑑の本を落としてしまう。第10話では何から逃げているのかを裕理に尋ねるも、ポタとの約束もあって最初は教えてもらえなかった。彼が高岸・前田と通信していた光景を目の当たりにしたことでようやくジオワールドの存在を知るが、ここで本を紛失したことに気付く。最終的に本を裕理に取ってきてもらい、「てれび戦士のことは絶対に秘密」と約束した。
第11話では萌衣に誘われてカフェでケーキ作りをすることになったが、ホイップクリームを勢いよく混ぜ過ぎたため手首を痛めてしまった。休憩中に慶と話をしていたがグルグルが出現したことで置いて行かれてしまい、その隙に彼が忘れていったねんリングを勝手にはめたことでグルグルが見えるようになる。当初は彼の話を聞いて混乱していたが、モノワールドのことに俄然興味が湧いたのかカフェを出てヤマバの待つ高台の公園へと向かってしまう。第12話では咲良を追いかけていた慶と鉢合わせし、「咲良は暗闇を照らすフローライトのような人」と彼に語っていたが、それに続けて「そんな不思議で面白い石を見つけたら自分の物にしたくなる、本当のことを聞きたい」と不穏な発言をする。グルグルを見つけた慶に対して「仲間になりたい」と手首を掴むも、咲良に危険が及んでいたため彼は手を振りほどいて走り去っていってしまい、その一部始終を見ていたヤマバからシャリングを差し出されてしまう。仲間外れにされたくない一心で装着するも、アキラ自身が適合者だったため歯車化しなかった。グルグルを倒したあとに慶達と談笑する咲良の様子を見ており、彼女に対する嫉妬もあって歯車家の協力者となってしまう。
第15話ではグルグルと同様に物を歯車に変えてしまう力を得たようで、劇中では消しゴムを歯車化した。エナジーキューブを回収して以降、逆に歯車化を解除できるようになった。しかしこの力は怒りによって暴走する危険を孕んでおり、第18話では莉良に叱責されたことに対する怒りから白木家のおばさんを、第20話ではハフォードにちょっかいを出されたことに対する怒りから彼を歯車にしてしまっている。ただし、アキラ自身はこの結果を望んでいなかったため、落ち着きを取り戻した後で戻している。
第23話でついに3つ目のエナジーキューブを手に入れ、歯車力が進化。そして歯車家の新たな当主となった。
第28話で歯車家が負け連続であることに怒り、大歯車を自分で作動させたことで暴走が始まり、乱暴な性格に豹変してしまう。
最終回ではグルグルに歯車化されたが、シャリングの呪いが発生した。咲良はグルグルとリンクしてジオノコ投げを行ったことによって歯車化が解除され、シャリングは消滅（この時シャリングから邪念体が発生した）し、ついに正気に戻る。ヤマバ同様シャリングを付けていた間の記憶は持っておらず、咲良から多くの人や物を歯車化していたことを知らされた際にはショックを受けていた。その後はメラメラの力を借り、自ら大歯車を破壊した。全てが終わった後は家族の仕事の関係で花咲町から転校していった。その際最後に咲良に「デートしてほしい」と残して去った。
ガラクタ博士（演：岩井ジョニ男(イワイガワ)）
大歯車を生み出す和服姿の博士。かなりふざけた言動が特徴的である。
2024年度は歯車家に身を寄せ、ヤマバの配下となっている。グルグルの大歯車やシャリングの製造を任されているが、抜けているのは相変わらずでグルグルからは「すぐに調子に乗る」と呆れられ、ヤマバからも「歯車としての利用価値がある」としか見做されていない。更に途中から協力者となったアキラにさえ冷たくあしらわれている。
第4話では学校の理科室にグルグルがいる時に大歯車を転送してしまったため、グルグルが大歯車を装着できないままジョシュアと莉良の2人に大歯車を破壊されてしまい、ヤマバに叱責されてしまった。
第22話で咲良にドーナツをおごられた代わりにアキラが進化すると教えた。第27話でこれを教えたと言ったらアキラから信頼されなくなると脅され咲良を逃がした。最終回では咲良を逃がしたことを理由にアキラに歯車にされたが、「大歯車が壊れたから直して」と言われ戻された。最後にアキラのシャリングから得た「邪念体」をケースに入れ、「ここからが始まりですぞ」と言った。この邪念体を体に取り入れさせてデブリは復活した。

#### 協力者
ギヤー（演：ジェラードン〇、オダウエダ、ヨネダ2000、男性ブランコ）
歯車家に心酔している集団。生放送に出演。ギヤー西本（演：アタック西本）、ギヤーかみちぃ（演：かみちぃ）、ギヤー小田（演：小田結希）、ギヤー植田（演：植田紫帆）、ギヤー誠（演：誠）、ギヤー愛（演：愛）、ギヤー浦井のりひろ（演：浦井のりひろ）、ギヤー平井まさあき（演：平井まさあき）の8人がいる。なおこの内前4者は番組開始時から存在が明かされており、誠と愛の2名は2024年9月から。浦井と平井は10月登場した。
歯車の良さを知らしめるためにてれび戦士のお宝を奪い、歯車を付ける。「Yes!歯車グルグル」というテーマソングがあり、生放送のジオバトルで勝利すると歌う。逆に敗北するとてれび戦士のお宝を返してその場から退場する。
ギヤー役の4人のうち、ジェラードンの2名は「天才てれびくんhello,」に西本が占い師役、かみちぃがその助手役で出演経験がある。

### ガラクタ家一味
モノノ家、歯車家に続いてモノワールドを支配する一族。全世界のエナジーを管理し、平和な世界を作るためにエナジーを集めている。合言葉は「今日の争いは明日の笑顔のため、すべてのエナジーを我らに」。現実世界で争っている人間たちが許せないらしい。特に何の努力もせずに子供たちにエナジーキューブを集めさせているジオビーらが一番許せないと考えている。
またモノノ家や歯車家とは違い、被害者の被害の遭い方にバリエーションがあるのも特徴である（錠前にされる、ギーの体内に監禁される、テレゾンビに襲撃される）。
デブリ（演：松田岳)
ガラクタ家の当主。100年前（1925年）に消滅したが、ガラクタ博士によって邪念体を取り入れられ復活した。
一人称は「私」。基本的には敬語で話し、相手には「君」を付けて呼ぶなど丁寧な物腰で接する。部下に関してはモノバア以上にかなり寛容で、心にギーが倒された時も「エナジーキューブを1つ手に入れてきてくれただけでも上出来だよ」と優しくガラミを許していた。一方でガラミは彼を怒らせることを極端に恐れているほか、第5話ではヤマバへの婚約指輪を作るのを嫌がる素振りを見せたガラクタ博士に対して圧を掛けているなど、一度感情的になると手が付けられない性格である様子。ヤマバと婚約しようとしている。ヤマバのことを考えると、部下の失敗が「遠雷のように些細なこと」となる。
初期の頃は長い間眠っていたため本調子ではないらしく、時折身体にノイズが入ったり咳が出たりするほか、何度も人々をロックすると倒れこみそうになることがあった。その際はガラクタ博士のエナ汁を飲むと回復する。
第2話では鍋の材料として豆腐を、第3話ではしらたきを買いに行った。この時豆腐を「まるでエナジーキューブのようだ」と評しており、世間には疎い様子。また、銭湯にエナジータンクを隠している。
第4話ではヤマバが愛していたドーナツを「甘美で妖艶な響き」と言い、ガラミに持ってくるよう命じた。この際「すぐに私も君と同じ境地に辿り着くよ」と発言するなどヤマバに執着するような描写も見られた。
第5話ではガラクタ博士にヤマバへの婚約指輪のサイズを調整するよう求めていた。またエナジーキューブを1つ瞳に取られてしまったことをガラミに怒っていた。またガラミにヤマバがどこにいるか探してくるようガラミに命じていた。この頃から暴走が始まり、部下に対する接し方が粗雑になった。
第6話ではヤマバがマスタカフェにいるという情報をもらい、「私自ら君の元へ向かおうではないか」と言っており、本気で結婚したいと思っていることが明らかになった。このことにガラミとガラクタ博士は呆れており、忠誠心を失っている様子があった。
第7話で予告通りヤマバに婚約するため現実世界へ行き、彼女に自分のエナジータンクを見せしめていた。第8話ではヤマバを助けようとした裕理をロックしたが、エナジーがもったいないためその後すぐ解除した。またこの時、アキラと同じように一瞬目が黄色に変化し、体に異様な呪いがかかっていた。子供たちが争わなければいけない世界を作った大人、特にジオビーには吐き気がする様子。なお同回でヤマバが「邪念体のような気配を感じた」と言及しており、ガラクタ博士の口から「体内に邪念体が埋め込まれている」ことも語られたため、ここで邪念体によって復活したことが確定した。加えてガラクタ博士に「本当に結婚相手がヤマバでいいのか」と問われた際には、「ガラクタ家と歯車家が対になるのは先祖代々からの定め」と返答している。
第9話でエナジータンクがてれび戦士に見つかったため全て移動するように命令した。
第10話でガラミに「争いの先にしか平和は手に入りません」「つまらない約束に振り回されないことだ」と諭していた。
ガラミ（演：鎌田英怜奈)
ガラクタ家の家臣。一人称は「うち」。マスタカフェでアルバイトをしている。ガラクタ家には忠実だが、デブリ以外の人（特にガラクタ博士）にはかなりの毒舌で話す。性格も話し方も強気である。デブリのことは「デブリ様」、ギーのことは「ギーちゃん」と呼んでいる。デブリのギャグには引いており、当主として相応しい立ち振る舞いをするように提案することもあるものの、彼には忠実である。
第1話では冴姫や莉良と仲良くしていたものの、冴姫が「ガラミはゴロンのことが見えている」と感じ、ソヨに監視を頼んだ結果本性を現した。第2話では豆腐をエナジーキューブのようだと言ったデブリに呆れていた。また、ガラクタ家の当主であるデブリがお使いをしたことも気に入っていない様子。
第4話では冴姫をロックし、帯行に「ドーナツをごちそうしたら冴姫を戻してあげる」と言い、実際に冴姫を元に戻した。この時にはデブリの命令でドーナツを探していたのだが、遅くなりデブリに半分怒られていた。また、現実世界は魅力的なものが多いと思っている様子。
第5話ではエナジーキューブとゴロンを回収したが、エナジーキューブを取られてしまったことをデブリに怒られていた。またこの時咲良と喧嘩しており、てれび戦士の中でも特に仲が悪い様子。
第6話ではジョシュアと瞳にヤマバの居場所を尋ねていた。またエナジーキューブを回収したものの、瞳に破壊されてしまった。またてれび戦士のことを「鬱陶しいがちょっと面白い」と感じていた。この頃エナジーキューブを回収することやヤマバを探すことなどで多忙になっており、「たまにはのんびり休みたいな～」と発言していた。デブリへの忠誠心も薄れている様子であった。
第7話ではヤマバを追いかけまわしていた。また彼女のことを「姫様」と呼んでいた。第8話ではギーに命令して裕理をロックした。またテレゾンビが裕理に倒され、裕理と嘉人が意気投合しているところを「なんでそんなに楽しそうなんだよ。」と羨ましがっている様子があった。
第9話でテレゾンビが落としたエナジータンクを探す際にスミレに聞き、「エナジータンクを見つけたらてれび戦士とは争わない」と約束した。またこの際、ギーにエナジーが吸われたときには「エナジーをたくさん見せてやる」と2つ目の約束をした。第10話で1つ目の約束は守らなかったが、後ろめたさを感じ、2つ目の約束はエナジータンクのエナジーをこぼして行くという形で守った。またこの後、デブリに「争いの先にしか平和は手に入りません」「つまらない約束に振り回されないことだ」と諭されていた時、迷いがちに答えていた。
ギー（演：山崎真花 / 乃村健次（大甲冑装着時）)
青い鳥で、普通は「ギッキッ」「ギー！」と鳴くが、大甲冑をつけると声が格段に低くなり巨大化する。また、尾にヒョウタンのような物をつけており、ここで人々やキョボの木をロックすることができる（キョボの木をロックできるのは大甲冑を装着しているときのみ）。ただしエナジーキューブをキャッチしたジオノコ投げには勝てないようで、受けると爆発し、元に戻る。キョボの木をロックする理由はエナジーキューブが出やすくなるようにするためである（確率は2倍とのこと）。優しく呼ばなければ驚き逃げることがある。ガラミと同じく現実世界には魅力的なものが多いと言っている。
第5話でガラクタ博士に音波光線を装備された。これによって瞳の攻撃を封じた。第6話ではジョシュアをロック、ゴロンを吸収し、エナジーキューブを得たものの、瞳に破壊された。第7話でメラメラを吸収し、キョボの木をロックした。第8話ではガラミの命令で裕理をロックした。その後嘉人とどちらがエナジーキューブを取るか競走し、エナジーキューブを取られグルグルに倒された。
ガラクタ博士（演：岩井ジョニ男(イワイガワ))
2025年度ではモノノ家、歯車家の後ガラクタ家に仕えた。ふざけた言動は昔から変わっていない。元々ガラクタ家の家臣だったらしく、デブリからはかなり信用されている様子。また第4話で「君の功績は計り知れない」と評価していた。モノノ家のモノバアや歯車家のヤマバやアキラの部下だった時とは違い冷たくはされていないが、ガラミからはかなり冷たい態度を取られている。大甲冑やエナジータンクを発明し、デブリを支えている。
第5話で大甲冑に音波光線を装備した。また、デブリからヤマバへの婚約指輪のサイズを調整することを命じられていた。デブリがヤマバと婚約することには反対していた。それを止めようと第8話では「本当にヤマバでいいのですか。」と警告したが、無駄であった。
ジョシュー（演：男性ブランコ）
初登場は2024年10月10日の木曜生放送。ガラクタ博士の助手で、ジョシュー浦井（演：浦井のりひろ）とジョシュー平井（演：平井まさあき）のコンビ。
2025年度の生放送ではテレゾンビを操縦し、ジオワールドの古代遺跡にある「古代エナジー」の争奪戦をてれび戦士と繰り広げる。

#### 協力者
カギヤー（演：ジェラードン〇、オダウエダ、ヨネダ2000）
ガラクタ家に心酔している集団。生放送に出演。カギヤー西本（演：アタック西本）、カギヤーかみちぃ（演：かみちぃ）、カギヤー小田（演：小田結希）、カギヤー植田（演：植田紫帆）、カギヤー誠（演：誠）、カギヤー愛（演：愛）の6人がいる。
ロックの良さを知らしめるためにてれび戦士のお宝を奪い、ロックする。敗北するとてれび戦士のお宝を返してその場から退場する。
カギヤー役の6人のうち、ジェラードンの2名は「天才てれびくんhello,」に西本が占い師役、かみちぃがその助手役で出演経験がある。

### データ放送ゲーム
オウリン先生（演：王林〇）
オウリン宮殿のエナジー道場に住む先生。一人称は「私」「オウリン」で、時折津軽弁を織り交ぜて話す。あくまで中立的な存在であり、彼女自身はジオワールド・モノワールドのどちらにも味方していない。
第21話では裕理のねんリングが故障してエナジー道場としか通信できなくなってしまった際に、「裕理とポタが仲直りできれば直してあげる」と取引を持ち掛ける。ジオワールドの危機を知った裕理とポンをエナジー道場へと誘い、「このままエナジーを奪われ続ければジオワールド諸共ジオビーとジオノコは消滅する」と説明した。しかしポンに「どうすればいいのか」と聞かれた際には解決策を知らない素振りを見せ、「てれび戦士として戦い続けるしかないんじゃない？」と返した。そして裕理のねんリングに触れて修理した後は、「私はジオワールドの味方でもモノワールドの味方でもない」とさっさと2人を現実世界へと返してしまった。
2024年度第3話では「グルグルがどこにいるのか分からない以上、ズビーを元に戻せない」と不安がる美音と冴姫に通信をかける。「自分の立場としては中立だが、歯車家のことは個人的に気に食わない」という理由からグルグルキャッチを開発し、てれび戦士達に提供した。
演じた王林はりんご娘に所属していた時に、「Let's天才てれびくん」にゲスト出演した経験がある。
バトルマスター（演：ヒコロヒー）
2024年度に登場。生放送のジオバトルを仕切るバトルマスター。ジオチームが勝利した場合、自分自身の力で呪文を唱えててれび戦士のお宝から歯車を取り除く。2025年度ではジオチームが勝利した場合、自分自身の力で呪文を唱えててれび戦士のお宝のロックを解除する。
演じたヒコロヒーによると、「こうなってはいけない大人」を意識して演じている模様。

### 準レギュラー
カフェのマスター（演：和田琢磨）
てれび戦士達が度々訪れるカフェのマスターで、煌翔の叔父。本名は不明で、周囲からは単に「マスター」（煌翔からは「叔父さん」）と呼ばれている。土器のレプリカの収集が趣味で、第1話では琉月に歴史の勉強として提供していた。
モノコにスプーンとフォークで机を傷つけられる（第1話、その後出禁を言い渡していた）、テレゾンビにエナジーを吸われる（第1話・第2話・第10話・第11話・第16話・第19話）など、モノノ家一味の被害に遭うことが多い。なお第1話では琉月に、第2話では慶に、第10話では斗葵に、第12話では琉月と礼に、第16話では冴姫に救出されている。
第16話ではAIで味覚を分析して「ラーメン・プリン」なるメニューを考案し、萌衣に振る舞っていた。
第17話では煌翔に縄文土器のレプリカを壊されてしまうが、「リードが外れていたワン太郎が壊した」と嘘を吹き込まれ納得していた。第18話では土器を壊したことを正直に謝られ、「ちゃんと直ったから大丈夫」と煌翔を許した。
第19話で6回目のテレゾンビ被害者となった際には回復する描写が描かれなかったが、第26話の予告時点で既に回復している様子が確認できた。
第26話ではそのま・萌衣・美音にご飯だけの定食を振る舞っていたが、その後現れたモノオとモノコに炊飯器を強奪されてしまった。
第28話ではハワイへ行ったことが店の張り紙で判明している。
2024年度第1話時点で既に帰国済みで、カフェに姿を見せたヤマバに接客しようとしたところ、グルグルの呪いで歯車にされてしまう。その後ハフォードがグルグルの大歯車を破壊したことで事なきを得た。
第11話では咲良・慶・萌衣・アキラにケーキの作り方を教えていたが、咲良がホイップクリームを闇雲に混ぜたため顔にクリームが掛かってしまった（そのため男子2人にクリームを任せることにした）。

### ゲストキャラクター
演者について言及がないものはノンクレジット。

#### 2023年度
ビラ配りをする男性、主婦、花屋の女性、段ボールを運ぶ男性
第1話に登場。琉月と向一郎が立ち寄った商店街にいた男女4人。向一郎共々テレゾンビにエナジーを奪われるが、眞生がテレゾンビを撃破した事で事なきを得た。なお花屋の女性は救出された後、向一郎に花の整理をしてもらっていた。
花咲町立大小中学校の教師（演：あさひ(ダニエルズ)）
第1話に登場。琉月と会話をしていた教師。なお演じたあさひによると役としては女性教師だが、あさひ自身は男性である。
役所の前でエナジーを奪われた一般人6人
第1話に登場。6人のうち1人は少女で、残りの5人は2人が成人男性、3人が成人女性。画面に映った時点で全員既にエナジーを奪われており、琉月がテレゾンビを倒したことで事なきを得た。
煎餅屋の店員（演：鎮目のどか）
第2話～第3話に登場。マスターが訪れた煎餅屋の店員。
マスター共々テレゾンビにエナジーを奪われたが、慶がテレゾンビを撃破したことで事なきを得た。なお彼女はマスターやてれび戦士以外のテレゾンビ被害者としては演者がクレジットされている珍しいケースであり、美音に助けられたコンビニの店長が登場するまで以降このようなケースは見られなかった。
作業員（演 - 小田原徹（ノンクレジット））
第6話に登場。モノコとモノオに追いかけられたアーサーとポタが逃げ込んだ駐車場にいた男性。テレゾンビにエナジーを吸われ、所有していた車もミニカーに変えられてしまうが、アーサーとダイチがテレゾンビを撃破したため、車もろとも元通りになった。
テニスをしていた男女
第7話～第8話に登場。テレゾンビが墜落したテニスコートにいた男女4人。テレゾンビにラケットを布団叩き等に変えられた挙句自身もエナジーを吸い取られてしまうが、ポンがテレゾンビを撃破したためラケットもろとも元通りになった。
電脳戦士デンリキマン（演：中村嘉惟人※）
第9話～第10話に登場。斗葵が大好きな特撮ヒーロー。前作「天才てれびくんhello,」の電印によく似たマークがついたベルトで変身し、変身後は同作のデンリキ発動ポーズを決める。変身前の姿は白いTシャツの上に黒い革ジャンを着た青年。決め台詞は「ヒーローには、やらねばならぬ時がある！」。第10話で幼い頃の斗葵とイベントで対面しており、その時に斗葵がベルトの玩具をデンリキマンから貰っていたことも明かされた。
演じた中村は2010年度のてれび戦士であり、前作「天才てれびくんhello,」にもゲスト出演した。また本作ではヒーローの役を演じた中村だが、実際に「手裏剣戦隊ニンニンジャー」の松尾凪 / キニンジャーを演じた経験がある。
なおデンリキマンと敵の鬼のようなキャラは、早稲田大学 怪獣同盟が制作した「早稲田戦士ソウダクター」と「呪将軍骸鬼」を流用したものである。
カフェの女性客
第10話に登場。マスターのカフェを訪れていた2人の女性。カフェに突然現れたテレゾンビにマスター共々エナジーを奪われたが、斗葵がテレゾンビを撃破したことで事なきを得た。
ラーメン屋の店主（演：菊タロー）
第11話～第12話に登場。モノオとモノコが来店していたラーメン屋の店主。なぜか覆面姿である。
ラーメン屋の店員（演：KAZMA SAKAMOTO〇）
第11話～第12話に登場。なぜかモノオや店主と筋トレをしていた。
演じたKAZMAは「天才てれびくんYOU」に闇のもじ守・夢見崎★体育に名前を奪われた男・バイトDの役で出演していた。
花咲町粗大ゴミセンターの従業員A（演：伊藤陽佑〇）
第12話に登場。緑の服を着た、花咲町にある粗大ゴミセンターの従業員。彼がエナジータンクが入っていた箪笥を持ち出してしまったことで一騒動が起こってしまった。
第24話で再登場。商店街にいたところをテレゾンビ2号機によってエナジーを奪われてしまった。なお初登場時はテレゾンビの被害者ではなかったが、再登場時にテレゾンビの被害者になるというケースはこれが初。
演じた伊藤は「天才てれびくんMAX」の天てれドラマに5回出演したことがあり、「天才てれびくんYOU」にもアイドルグループのファン、小島主任のファンクラブの会員、カフェの客とモブ役で3回出演していた。また劇中で「アリエナイザー」「エマージェンシー」という言葉を発していたが、これは伊藤が「特捜戦隊デカレンジャー」の江成仙一 / デカグリーンを演じていた事が元ネタである。
花咲町粗大ゴミセンターの従業員B（演：林瑠之介(ノンクレジット)）
第12話に登場。赤い服を着た、花咲町にある粗大ゴミセンターの従業員。
ワン太郎
第17話～第18話に登場。カフェで飼われている柴犬。ジオノコは見えないようだが、煌翔はワン太郎のふりをしてゴロンと話していた。
コンビニの店長（演：野村信次）
第20話に登場。美音とモノコが訪れたコンビニエンスストアの店長。2人が来る前に店にやってきたモノオに気を取られている間に突如現れたテレゾンビにエナジーを奪われるが、美音がテレゾンビを撃破したことで事なきを得た。
なお彼もマスターやてれび戦士以外のテレゾンビ被害者としては珍しく演者がクレジットされている。
女子学生（演：鎮目のどか）
第24話に登場。水色スカーフのセーラー服を着た女子学生。所持しているスマートフォンをテレゾンビ2号機によって表札に変えられ、その後自分もエナジーを奪われてしまう。その後眞生がテレゾンビ2号機の右腕を壊したことで事なきを得た。なお本名は明かされていないが、スマートフォンが変化した表札の文字から苗字は「片井」であると思われる。
演じた鎮目は21話ぶりの再出演となった。
会社員（演：大内ライダー〇）
第24話に登場。黒いスーツを着た男性。テレゾンビ2号機が街灯をバナナに変えたことに驚愕していたところ、自分もエナジーを奪われてしまう。その後眞生がテレゾンビ2号機の右腕を壊したことで事なきを得た。
演じた大内は「天才てれびくんhello,」にお笑い芸人事務所のスタッフ役で出演していた。
秋田弁を話す男性
第27話に登場。母親と電話をしていたところ、テレゾンビ2号機に携帯電話を茄子に変えられた挙句自分もエナジーを奪われてしまう。その後向一郎がテレゾンビ2号機の左腕を壊したことで事なきを得た。
ジョギングをしていた男女
第27話に登場。先述の男性がエナジーを奪われたのを目撃し、心配して駆け寄ったところでエナジーを奪われてしまう。その後向一郎がテレゾンビ2号機の左腕を壊したことで事なきを得た。
作業員の男性3人組
第29話に登場。バアゾンビにエナジーを吸われてしまうが、そのまがバアゾンビの頭を壊したことで事なきを得た。
なお画面に映ったものとしては（てれび戦士などレギュラー陣を除く）2023年度最後の一般市民のテレゾンビ犠牲者である。

#### 2024年度
ズビー（演：ソーズビー・キャメロン※）
第2話～第3話に登場。美音と冴姫が通うバレエ教室の先生。オネエ言葉で話す。非常にスパルタらしく、冴姫の腕が上達しない事を厳しく指摘していた。指導を終えて1人で練習をしていたところ、突然現れたヤマバが差し出したシャリングを躊躇わずに腕にはめたため歯車にされてしまう。その後佳之助がグルグルの大歯車を壊したことで元に戻り、清掃員と顔を見合わせて驚いていた。
演じたソーズビーは2012年度～2013年度のてれび戦士である他、「天才てれびくんhello,」にもゲスト出演していた。
清掃員（演：松永天馬（アーバンギャルド）○）
第2話～第3話に登場。ズビーのバレエ教室を掃除しに来た清掃員。ズビーが帰ったあとに部屋を掃除していたところ、突如現れたヤマバにシャリングをはめられて歯車化されてしまう。その後佳之助がグルグルの大歯車を壊したことで元に戻り、ズビーと顔を見合わせて驚いていた。
2025年度第2話で再登場。公園を掃除していたところデブリと肩がぶつかり、何度もロックされた後解除され、恐ろしくなり逃げ出した。
演じた松永は「Let's天才てれびくん」で超次元帝国清掃課地球係の天馬係長として本人名義で出演し、「天才てれびくんYOU」の最終回と2020年度の「天才てれびくんhello,」で彼にそっくりな清掃員を演じていたため、天才てれびくんシリーズに4作連続での出演となる。「YOU」と「hello,」同様、彼が天馬係長本人かどうかは言及されていない。しかし「超次元帝国人としての身分を捨てて、以降は地球人の清掃員として生きることを決断する」という「Let's」最終回での展開を踏まえて、前2作同様今回登場したシーンでは同作のBGMが使用されていた。
バスケ部の顧問（演：栗谷悟史(カカロニ)）
第4話に登場。ジョシュアが所属するバスケットボール部の顧問。ジョシュアと会話をした直後、バスケットボールを器用に回しているところをヤマバに見られ、腕にシャリングを嵌められたため歯車にされてしまう（この時またしても不適合者を引き当ててしまうことになったため、ヤマバは舌打ちをしていた）。その後ジョシュアと莉良が大歯車を破壊した事で元に戻った。
歯車にされたカップル（演：南進也(男)、石川満里奈(女)）
第5話～第6話に登場。デートを楽しんでいたところ、突如現れたグルグルによって2人とも歯車に変えられてしまう。その後第6話で萌衣がグルグルの大歯車を破壊したことで元に戻った。
なお、この2人以外にも演者がノンクレジットの歯車化の被害に遭ったカップルが3組いる（うち1組は第6話で元に戻る描写が描かれなかった）。
ランニングをしていた女性
第9話に登場。グルグルが裕理とアキラに向けて放った歯車の呪いを浴びたために歯車にされてしまう。その後裕理がグルグルの大歯車を壊したことで事なきを得た。
マスターの恋人（演：岩井七世※）
第15話に登場。マスターの話によると毎週土曜日の決まった時間に来店する女性で、自分から声をかけてみたところ一緒に食事をすることになり、マスターは萌衣にその準備を手伝ってもらった。マスターに萌衣がお手伝いをしてくれた事を聞かされた際には窓越しに萌衣に手を振る形で感謝を伝えた。
演じた岩井は2001〜2003年度のてれび戦士であるほか、「天才てれくんhello,」にも小学校教師の役で出演していた。
白木宅のおばさん（演：あぁ〜しらき）
第18話に登場。エナジーキューブを探していた莉良と萌衣が遭遇したおばさん。莉良の説教に怒りを爆発させたアキラのシャリングの暴走によって歯車にされてしまうが、後ろめたさを感じたアキラによって元に戻された。
今までの歯車にされた被害者はてれび戦士が大歯車を壊したことによって元に戻っていたため、彼女は「てれび戦士が関与せずに元に戻った」初の歯車化被害者である。
上岡沙彩（演：本人）
第19話に登場。慶のファンである茶の間戦士で、元々はミニコーナー「喫茶チャノマ」に登場したゲストである。空港で父と会うために慶と空港で飛行機を待っていたところ、突如現れたグルグルによって慶や他の飛行機待ちをしていた男性諸共歯車にされてしまう。その後莉良がグルグルの大歯車を壊したことで事なきを得た。
一般人が本人名義で天才てれびくんのドラマに出演するという極めて珍しいケースである。
飛行機待ちをしていた男性3人
第19話に登場。慶と沙彩の後ろの席で飛行機街をしていた3人の男性。グルグルにより慶や沙彩共々歯車にされてしまうが、莉良がグルグルの大歯車を壊したことで事なきを得た。
なおこれ以降歯車化して救出される描写があったのは殆どてれび戦士ばかりになったため、歯車化されてかつ救出描写があった一般人被害者はこれが最後だった。

#### 2025年度
美容師の店長（演：藤澤涼架(Mrs. GREEN APPLE)）
第5話に登場。咲良の髪をセットしようとしたもののロックされたが、第6話で瞳の活躍により元に戻った。
なおメラメラから「この人、本当に美容師メラか？」と疑われていたが、演じた藤澤の本業は歌手である。
将棋を指していた男性2人
第9話に登場。将棋を指していた2人の男性。一局指し終わった後、ガラミに無理矢理笑顔を作らされていた。

## 用語

### ジオワールド関連
ジオワールド
本作の舞台。自然豊かな異世界。
キョボの木
ジオワールドのシンボルである巨木。エナジーで成長し、ジオワールド中に行き渡らせる役割を持つが、モノノ家一味によって枯れ木になってしまった。てれび戦士がテレゾンビを撃破する、テレゾンビが奪ったエナジーをタンクから解放する、エナタンからエナジーが注がれる度に一枝分ずつ再生していく模様。
枝には様々な花や木の実が付いており、桜や薔薇が咲いたもの、葡萄の実がなったもの、紅葉した楓や銀杏の葉がついたものなどが確認できる。
2023年度第30話でモノバアを倒したことでついに満開になった。
2024年度では歯車家によって歯車化させられてしまった。それにより現実世界からエナジーを吸収できなくなり、エナジーキューブが出現するようになった。こちらではてれび戦士がグルグルにダメージを与える度に1枝分ずつ再生する。エナジーキューブを使ってから大歯車を壊した場合2枝分ずつ再生する。
2025年度では全てガラクタ家によってロックされたものの、大甲冑を破壊することで全て元に戻るという事になった。
エナジー
人間が新しいことに挑戦して成長すると生まれるエネルギー。テレゾンビに奪われるとその人は「だる～ん…。」と言いながら無気力になり、なりふり構わずだらけてしまう（なお向一郎のみ精神が猫化する異変が見られたが、何故こうなったのかは不明）。テレゾンビが倒されれば元に戻るが、その間の記憶は消える。また、ジオノコ投げ直前の掛け声でもある。
ねんリング
ジオワールドの秘宝でてれび戦士の証。全部で17個ある。その名の通り年輪のような外見をした腕輪で、中央にはジオワールドの紋章が描かれており、キョボの木の根で作られている。ガラクタ博士は「超自然技術が使われている」と発言している。ジオノコや敵の機械（テレゾンビ、大歯車、大甲冑など）はこれを着けていないと見えない。着用者のエナジーを貯められ、十分に溜まると光る。その他現実世界とジオワールドとの行き来やジオビーとの通信にも用いられる。また、ジオノコ投げの掛け声でもある。エナジーキューブも回収できる。
ジオベスト
てれび戦士のユニフォーム。ジオワールドを訪れると自動的に着替えられる。右胸側はジオワールドの葉がモチーフ。左胸側は花や植物の模様となっているが、各人で柄が異なる。
リンク
ジオノコとエナジーが十分に溜まった状態のてれび戦士が力を共有している状態。第6話のように複数人のてれび戦士とリンクすることは可能だが、ポタ曰く、ジオノコにとってはかなりの負担となる模様。ただし礼・琉月と同時にリンクしたメラメラや、ジョシュアから莉良と連続でリンクしたゴロンには疲れたりするような描写はなく、ポタが複数人リンクの負荷に弱い体質であるだけの可能性もある。
また主導権はジオノコ側にあるようで、第18話ではゴロンが煌翔との対話を拒否していたため一度キャンセルされてしまっている。
ジオノコ投げ
リンクしたジオノコとてれび戦士の合体技。「エナジー！ねん・リン・グー！」と叫びながらジオノコを投げると発動する。一度相手に躱されてもキャッチし直せばやり直しがきくほか、ラケットといった他のもので打ち出しても使える。エナジーキューブを回収すると強化できる。
2024年度ではキョボの木が一度復活してねんリングが覚醒したことにより、エナジーを溜めなくても1日1度の制約付きだが好きなタイミングで任意に発動できるようになった。
2025年度では好きなタイミングで制約なしに発動できるようになった。
ジオノコオールバースト
2023年度第30話に登場。てれび戦士とジオノコ全員が力を合わせることで使えるようになるジオノコ投げの上位互換。てれび戦士の気持ちが同じになっていないと発動できないが、エナジーが溜まったねんリングを同じ決意を持つ者に譲渡しても可能。
ジオビーの家
ジオビーとてれび戦士の拠点となる遊び場。ゲームコーナーの舞台。
オウリン宮殿
ジオワールドとモノワールドの狭間の上空にあり、オウリン先生が住んでいる。内部のエナジー道場でデータ放送ゲームが行われる。
2024年度のアイキャッチでは「エナジー道場」表記となっている。
ジオスタジアム
木生！LIVEジオバトルの舞台となる闘技場。
エナタン
ジオバトル終了後に茶の間戦士のエナジーで生まれるタンク。羽と豚の顔が付いた樽のような見た目で、月に1度の「キョボの日」にキョボの木に注ぐことができる。
グルグルキャッチ
2024年度に登場。オウリン先生が作ったねんリングの新機能で、グルグルの居場所を矢印で指し示してくれる。
エナジーキューブ
2024年度2学期から登場。キョボの木が歯車化（ロック）されたために吸収されず、現実世界にとどまったエナジーの塊。歯車化（ロック）されると2倍出やすくなる。ねんリングに取り込むことでジオノコ投げを強化できる。ギーを倒すには吸収しなければならない。逆にシャリングに取り込むことで歯車力を強化でき、3つ取り込むと歯車力が進化する。デブリがある計画のために集めている。

### モノワールド関連
モノワールド
モノノ家が支配するジオワールドとは表裏一体の世界。ガラクタなどの人工物で覆われている。
2024年度ではモノノ家が倒されたことによって歯車家が支配している。
2025年度では歯車家が倒されたことによってガラクタ家が支配している。
モノノ家の屋敷
上に飛行船が付いた和風の城のような見た目。内部は屏風やスクリーンが組み合わさっており、ネオンサインで「ガラクタ最高」と書かれている。
2024年度ではモノノ家が倒されたことによって歯車家に占領されており、文字も「歯車最高」になっているなど一部の内装が変化している。
2025年度では歯車家が倒されたことによりガラクタ家に占領されており、文字も「デブリ最高」になっているなど再び一部の内装が変化している。
ガラクタタワー
モノワールドのシンボル。その名の通り様々なガラクタが組み合わさったような形状。
モノオの鏡
初登場は2023年度第7話。中央に歯車の意匠がありコンパクト状になっている鏡で、製作者はガラクタ博士。中央のボタンを押すとテレゾンビの居場所が分かるレーダーとして使えるほか、モノバアやガラクタ博士との通信も可能。作中ではモノオがテレゾンビを追いかけていった際に紛失してしまい、ポンの手に渡ることとなった。
第9話では同型の鏡をモノコも使っていた。
歯車の呪い（歯車光線）
2024年度に登場。グルグルやシャリングがかける呪い。この呪いを浴びたものは生物・無生物問わず歯車にされてしまう。後述する大歯車を破壊すればそれまでにグルグルが歯車化した物を元に戻せるほか、一回につきキョボの木を一枝分再生できる。なお、被害者が元に戻った際には歯車化される直前から歯車化されている間の記憶は消えているが、歯車にされた事実程度の事は記憶に残る場合もある模様。
大歯車
2024年度に登場。グルグルが歯車の呪いを行使する際に装着する装備。普段は歯車家の屋敷で保管されており、必要に応じてガラクタ博士が現実世界へと転送する。首の周りに木製の輪と赤・青・緑の3つの歯車が、腕に木のパーツと鉄の指が付く。装備中はグルグル自身も巨大化し、声が低くなる。
2024年度でジョシュアと莉良がグルグルと合体していない大歯車を破壊した事でバスケ部顧問の先生とソヨが救出されたことから、この大歯車を破壊することでキョボの木再生や歯車化した被害者の救出ができることが判明した。
十分に広いスペースが無いと合体できないらしく、ガラクタ博士が中学校の理科室に転送してしまった際にはそのことでグルグルに叱責されている。
シャリング
2024年度に登場。ガラクタ博士が作った腕輪で、ヤマバは常につけている。適合する人間（ヤマバ曰く「無駄な個性や個人の意見を持たない人間」）を操ることができるが、そうでない人間は歯車化してしまう。
シャリングによって歯車化した人間は大歯車を破壊する事で元に戻すことができる。なお現状シャリングによって歯車にされたのは回転に関係がある人物である。
第12話で装着したアキラは周囲に流されやすい性格の持ち主だったためシャリングの適合者であったことが判明。頑なに真実を伝えようとしないてれび戦士達に度々不信感を抱いていたこともあって、ヤマバの協力者にさせられてしまう。
長時間装着していると冷淡な性格に豹変してしまうが、装着状態で歯車化されれば破壊することが可能。
ロック
2025年度に登場。デブリやギーが行使する能力で、相手を南京錠にしてしまう。デブリは人間を遊び感覚でロックすることもあるが、目覚めたばかりのため負担が強いらしく、繰り返し使い続けると疲弊してしまう。なお歯車の呪いとは異なり、ロックの対象は人間とキョボの木だけである。
大甲冑
2025年度に登場。字幕では「大かっちゅう」表記。ギーがキョボの木や人々をロックするために装着する装備。大歯車と同じくガラクタ家の屋敷に保管されており、デブリやガラミの命令によってガラクタ博士が現実世界に転送する。
第5話で人々を動きにくくする「音波光線」を装備された。
邪念体
2024年最終話に登場。取り付いた相手の欲望を暴走させる寄生虫のような物。アキラのシャリングに封印されており、ガラクタ博士が回収した。その後デブリに取り込み復活した。

### 花咲町関連
花咲町
本作の現実世界側の舞台となる街。てれび戦士はここの住人である。
マスタカフェ
煌翔の叔父が経営するカフェ。花咲町にあり、てれび戦士たちのたまり場となっている。第17話では煌翔が手伝いをしている描写がある。
花咲町大小中学校
花咲町にある中学校。2023年度では琉月、向一郎、煌翔がこの中学校に通っている。2024年度では琉月と煌翔に加えて慶、咲良、美音、萌衣、そのま、帯行、ジョシュア、アキラもこの中学校に通っていることが判明する。
平凡軒
2024年度第6話に登場。花咲町にある肉屋。咲良・慶・萌衣・アキラはここでコロッケを買った。この店のコロッケは「モソモソして味も薄いが、逆にそれが最高」とのことらしい。
花咲ドーナツ
2024年度第12話に登場。ヤマバが見ていた張り紙から存在が明かされたドーナツ屋。同話時点で閉店が決まっていた模様で、閉店前のセールとして1個100円の安売りをしていた。

## 放送日程

### 2023年度
| 話     | タイトル                   | 初回放送日     | 脚本       | 主演                          | ジオノコ        |
| ------ | -------------------------- | -------------- | ---------- | ----------------------------- | --------------- |
| 第1話  | てれび戦士集結             | 2023年04月03日 | 小田康平   | 新井琉月                      | メラメラ ゴロン |
| 第2話  | こわがりとおせっかい       | 2023年04月10日 | 服部隆     | 江口慶 池村咲良               | ゴロン          |
| 第3話  | 勇気の価値は               | 2023年04月17日 | 服部隆     | 江口慶 池村咲良               | ゴロン          |
| 第4話  | すべてはモノノ家のために   | 2023年04月24日 | 佐東みどり | 小久保向一朗                  | メラメラ        |
| 第5話  | ひとりぼっちのてれび戦士   | 2023年05月08日 | 小田康平   | シェパード龍アーサー 渡辺大馳 | ポタ            |
| 第6話  | つながったパス             | 2023年05月15日 | 小田康平   | シェパード龍アーサー 渡辺大馳 | ポタ            |
| 第7話  | 飛んでどこいく テレゾンビ  | 2023年05月29日 | 今野恭成   | ポン璃菜アメリー 松尾そのま   | ソヨ            |
| 第8話  | ポンちゃん 投げる!打つ!    | 2023年06月05日 | 今野恭成   | ポン璃菜アメリー 松尾そのま   | ソヨ            |
| 第9話  | ヒーローになりたい         | 2023年06月19日 | 佐東みどり | 今野斗葵                      | モク            |
| 第10話 | ぼくもヒーロー             | 2023年06月26日 | 佐東みどり | 今野斗葵                      | モク            |
| 第11話 | エナジータンクをさがせ!    | 2023年07月10日 | 服部隆     | 筧礼 新井琉月                 | ゴロン メラメラ |
| 第12話 | チグハグは成功のもと?      | 2023年07月17日 | 服部隆     | 筧礼 新井琉月                 | ゴロン メラメラ |
| 第13話 | ユウリの大暴走             | 2023年09月04日 | 小田康平   | 廣末裕理                      | ポタ            |
| 第14話 | ぼくは勇気ある てれび戦士! | 2023年09月11日 | 小田康平   | 廣末裕理                      | ポタ            |
| 第15話 | モノノ家の野望             | 2023年09月25日 | 服部隆     | 大野冴姫                      | ソヨ            |
| 第16話 | めげない心!!               | 2023年10月02日 | 服部隆     | 大野冴姫                      | ソヨ            |
| 第17話 | テッショウのウソ           | 2023年10月16日 | 佐東みどり | 丸山煌翔                      | ゴロン          |
| 第18話 | ウソもほうべん?            | 2023年10月23日 | 佐東みどり | 丸山煌翔                      | ゴロン          |
| 第19話 | ハッピーをおしえろ         | 2023年11月13日 | 今野恭成   | 盛武美音                      | モク            |
| 第20話 | わたしたちのハッピー       | 2023年11月20日 | 今野恭成   | 盛武美音                      | モク            |
| 第21話 | ぼくたちが戦う理由         | 2023年12月04日 | 小田康平   | 廣末裕理 ポン璃菜アメリー     | ポタ            |
| 第22話 | わたしの知らないケイ       | 2023年12月11日 | 小田康平   | 池村咲良 江口慶               | メラメラ        |
| 第23話 | いつものふたり             | 2023年12月18日 | 小田康平   | 池村咲良 江口慶               | メラメラ        |
| 第24話 | 進撃のテレゾンビ2号機      | 2024年01月15日 | 鈴木洋介   | 稲毛眞生                      | ゴロン          |
| 第25話 | モノコの心 マウナの答え    | 2024年01月22日 | 鈴木洋介   | 稲毛眞生                      | ゴロン          |
| 第26話 | 3つのやりたいこと          | 2024年01月29日 | 佐東みどり | 小久保向一朗                  | モク            |
| 第27話 | モノコのねがい             | 2024年02月05日 | 佐東みどり | 小久保向一朗                  | モク            |
| 第28話 | 2号機のゆくえ              | 2024年02月19日 | 服部隆     | 松尾そのま                    | メラメラ        |
| 第29話 | ソノマの怒り               | 2024年02月26日 | 服部隆     | 松尾そのま                    | メラメラ        |
| 第30話 | もう1人のてれび戦士        | 2024年03月04日 | 小田康平   | 全員                          | 全員            |

### 2024年度
| 話     | タイトル                   | 初回放送日     | 脚本       | 主演                         | ジオノコ      |
| ------ | -------------------------- | -------------- | ---------- | ---------------------------- | ------------- |
| 第1話  | ふみ出す1歩が世界を変える  | 2024年04月01日 | 小田康平   | ハフォード健汰郎             | ポタ メラメラ |
| 第2話  | 回転少女とお絵かき少年     | 2024年04月08日 | 服部隆     | 盛武美音 大野冴姫 寺尾佳之介 | ソヨ          |
| 第3話  | グルグルキャッチ発動       | 2024年04月15日 | 服部隆     | 盛武美音 大野冴姫 寺尾佳之介 | ソヨ          |
| 第4話  | 左手はそえるだけ           | 2024年04月22日 | 佐東みどり | ヌワエメ ジョシュア 金児莉良 | ゴロン ソヨ   |
| 第5話  | サクラと転校生             | 2024年05月06日 | 今野恭成   | 池村咲良 江口慶 香月萌衣     | メラメラ      |
| 第6話  | ねらわれたアキラ           | 2024年05月13日 | 今野恭成   | 池村咲良 江口慶 香月萌衣     | メラメラ      |
| 第7話  | タイアンのツッコミ         | 2024年05月27日 | 鈴木洋介   | 新井琉月 太田帯行 大野冴姫   | モク ソヨ     |
| 第8話  | 受け手のキモチ             | 2024年06月03日 | 鈴木洋介   | 新井琉月 太田帯行 大野冴姫   | モク ソヨ     |
| 第9話  | アキラは何者?              | 2024年06月17日 | 佐東みどり | 廣末裕理                     | メラメラ ポタ |
| 第10話 | ふたりだけのヒミツ         | 2024年06月24日 | 佐東みどり | 廣末裕理                     | メラメラ ポタ |
| 第11話 | それぞれの選択             | 2024年07月08日 | 小田康平   | 江口慶 池村咲良              | メラメラ      |
| 第12話 | かみあう歯車               | 2024年07月15日 | 小田康平   | 江口慶 池村咲良              | メラメラ      |
| 第13話 | ルナのプライド!            | 2024年09月09日 | 小田康平   | 新井琉月                     | ゴロン        |
| 第14話 | 特別になりたくて           | 2024年09月16日 | 小田康平   | 新井琉月                     | ゴロン        |
| 第15話 | メイは恋のキューピッド     | 2024年09月23日 | 小田康平   | 香月萌衣                     | ソヨ          |
| 第16話 | ともだちは歯車家           | 2024年10月07日 | 今野恭成   | 廣末裕理                     | ポタ          |
| 第17話 | ユウリは あきらめない      | 2024年10月14日 | 今野恭成   | 廣末裕理                     | ポタ          |
| 第18話 | ねらわれたエナジーキューブ | 2024年10月28日 | 佐東みどり | 金児莉良 香月萌衣            | ソヨ          |
| 第19話 | てれび戦士と茶の間戦士     | 2024年11月04日 | 佐東みどり | 金児莉良 香月萌衣            | ソヨ          |
| 第20話 | 怒りのコントロール         | 2024年11月18日 | 服部隆     | 松尾そのま                   | モク          |
| 第21話 | 届かぬ思い                 | 2024年11月25日 | 服部隆     | 松尾そのま                   | モク          |
| 第22話 | サクラだけの責任           | 2024年12月09日 | 小田康平   | 池村咲良                     | メラメラ      |
| 第23話 | アキラの言葉 サクラの決意  | 2024年12月16日 | 小田康平   | 池村咲良                     | メラメラ      |
| 特別編 | ジオ物語年末スペシャル     | 2024年12月23日 |            | てれび戦士                   |               |
| 特別編 | アキラはどうなる?          | 2025年01月13日 |            | 志水透哉                     |               |
| 第24話 | ダイチ大地に立つ!!         | 2025年01月20日 | 今野恭成   | 渡辺大馳                     | ゴロン        |
| 第25話 | さまようヤマバ             | 2025年01月27日 | 佐東みどり | 松尾そのま                   | ソヨ          |
| 第26話 | かみあうふたり             | 2025年02月03日 | 佐東みどり | 松尾そのま                   | ソヨ          |
| 第27話 | 成長したはずのわたし       | 2025年02月17日 | 小田康平   | 盛武美音                     | モク          |
| 第28話 | ダメダメなわたしでも       | 2025年02月24日 | 小田康平   | 盛武美音                     | モク          |
| 第29話 | 本当のきもち               | 2025年03月03日 | 小田康平   | てれび戦士                   | 全員          |

### 2025年度
| 話     | タイトル                     | 初回放送日     | 脚本       | 主演                                        | ジオノコ        |
| ------ | ---------------------------- | -------------- | ---------- | ------------------------------------------- | --------------- |
| 第1話  | 奪われた、ねんリング         | 2025年03月31日 | 小田康平   | 照井紫乃                                    | メラメラ ゴロン |
| 第2話  | 空手とロックと ときどき鍋    | 2025年04月07日 | 佐東みどり | 浅沼心                                      | ゴロン ポタ     |
| 第3話  | ココの心得 ここにあり        | 2025年04月14日 | 佐東みどり | 浅沼心                                      | ゴロン ポタ     |
| 第4話  | タイアンのあま〜い取り引き   | 2025年04月21日 | 小田康平   | 太田帯行                                    |                 |
| 第5話  | リーダーになりたい           | 2025年05月05日 | 佐東みどり | 池村咲良                                    |                 |
| 第6話  | 小さなてれび戦士             | 2025年05月12日 | 佐東みどり | 清水瞳                                      |                 |
| 第7話  | 1番手と2番手                 | 2025年05月26日 | 小田康平   | 廣末裕理 平岡嘉人                           |                 |
| 第8話  | 君はライバル                 | 2025年06月02日 | 小田康平   | 廣末裕理 平岡嘉人                           |                 |
| 第9話  | 秘密のエナジータンク         | 2025年06月16日 | 今野恭成   | 中嶋スミレ ポン璃菜アメリー                 |                 |
| 第10話 | スミレのためにエナジーは降る | 2025年06月23日 | 今野恭成   | 中嶋スミレ ポン璃菜アメリー                 |                 |
| 第11話 | 不器用な仲間                 | 2025年07月07日 | 小田康平   | 太田帯行 大野冴姫 金児莉良 ハフォード健汰朗 |                 |
| 第12話 | 指輪のゆくえ                 | 2025年07月14日 | 小田康平   | 太田帯行 大野冴姫 金児莉良 ハフォード健汰朗 |                 |